# Serie A 2022-2023 (pallacanestro maschile)
La Serie A 2022-2023, denominata per ragioni di sponsorizzazione Serie A UnipolSai, è stata la centunesima edizione del massimo campionato italiano di pallacanestro maschile. Il torneo è stato vinto dall'Olimpia Milano, al suo 30º titolo, che in finale ha battuto la Virtus Bologna, conquistando la terza stella.

## Stagione

### Novità
A sostituire la Fortitudo Bologna e Vanoli Cremona, retrocesse in Serie A2 nella stagione precedente, ci sono la Scaligera Verona e Scafati. Le due formazioni vincenti dei rispettivi gironi playoff del 2021-2022 di serie A2, sono state entrambe partecipanti nella massima serie in passato. Verona disputò la sua ultima stagione nel 2001-2002, mentre Scafati partecipò nella stagione 2007-2008.

### Formula
La stagione regolare prevede che ogni squadra disputi 30 partite, giocando contro tutte le altre squadre due volte in un girone di andata ed uno di ritorno. Al termine verranno disputati dei play-off fra le migliori otto squadre in classifica. Al termine della stagione regolare le squadre classificate in 15ª e in 16ª posizione retrocederanno in Serie A2, mentre dalla serie cadetta saranno promosse due squadre, vincitrici dei due "gironi" dei play off (e finaliste del campionato).
Ad ogni squadra è concesso di avere in rosa 5 o 6 giocatori stranieri, scegliendo in alternativa una delle due seguenti soluzioni:
- massimo 5 giocatori stranieri provenienti da qualsiasi paese + almeno 5 giocatori di formazione italiana;
- 6 giocatori stranieri provenienti da qualsiasi paese + 6 giocatori di formazione italiana;

Scegliendo la formula del "5+5", la squadra accede ai premi distribuiti a fine anno; scegliendo invece la formula "6+6", il club non può competere per alcun premio e dovrà anche pagare una luxury-tax di 40.000 euro. La squadra che non iscrive a referto il numero minimo richiesto di giocatori di formazione italiana incorre a una sanzione di 50.000 euro e alla sconfitta a tavolino per 20-0.

### Stagione
Il 13 aprile il tribunale federale ha applicato alla società Pallacanestro Varese sedici punti di penalizzazione per atti di frode sportiva e illecito sportivo per non aver ottemperato al pagamento di tutti gli obblighi contrattuali di alcuni tesserati contrariamente a quanto dichiarato in sede d'iscrizione ad inizio stagione. Il 26 aprile la Corte federale d'Appello riduce la penalizzazione a undici punti in seguito al reclamo della società lombarda.

## Squadre partecipanti
| Club             | Stagione | Città         | Palazzetto                       | Stagione precedente                                  |
| ---------------- | -------- | ------------- | -------------------------------- | ---------------------------------------------------- |
| Aquila Trento    | dettagli | Trento        | BLM Group Arena                  | 13ª in Serie A                                       |
| Brescia          | dettagli | Brescia       | PalaLeonessa                     | 3ª in Serie A                                        |
| Derthona Basket  | dettagli | Tortona (AL)  | PalaFerraris (Casale Monferrato) | 4ª in Serie A                                        |
| Dinamo Sassari   | dettagli | Sassari       | PalaSerradimigni                 | 6ª in Serie A                                        |
| Scafati Basket   | dettagli | Scafati (SA)  | PalaMangano                      | 1ª nel girone rosso in Serie A2, promossa ai playoff |
| N.B. Brindisi    | dettagli | Brindisi      | PalaPentassuglia                 | 11ª in Serie A                                       |
| Napoli Basket    | dettagli | Napoli        | PalaBarbuto                      | 14ª in Serie A                                       |
| Olimpia Milano   | dettagli | Milano        | Mediolanum Forum (Assago)        | 2ª in Serie A, Campione                              |
| Pall. Reggiana   | dettagli | Reggio Emilia | PalaBigi                         | 7ª in Serie A                                        |
| Reyer Venezia    | dettagli | Venezia       | Palasport Taliercio              | 5ª in Serie A                                        |
| Pall. Trieste    | dettagli | Trieste       | Allianz Dome                     | 9ª in Serie A                                        |
| Universo Treviso | dettagli | Treviso       | PalaVerde                        | 10ª in Serie A                                       |
| V.L. Pesaro      | dettagli | Pesaro        | Vitrifrigo Arena                 | 8ª in Serie A                                        |
| Scaligera Verona | dettagli | Verona        | Pala AGSM AIM                    | 2ª nel girone rosso in Serie A2, promossa ai playoff |
| Pall. Varese     | dettagli | Varese        | Palasport Lino Oldrini           | 12ª in Serie A                                       |
| Virtus Bologna   | dettagli | Bologna       | Virtus Segafredo Arena           | 1ª in Serie A                                        |

### Allenatori e primatisti
Quattro le panchine che hanno cambiato volto; Jasmin Repeša ritorna sulla panchina di Pesaro, Massimiliano Menetti dopo quattro anni passati a Treviso ritorna a Reggio Emilia, mentre Marco Legovich, Matt Brase e Alessandro Rossi sono gli esordienti del campionato.
| Squadra          | Allenatore                                                                  | Capitano            | Cestista più presente                                           | Miglior marcatore                |
| ---------------- | --------------------------------------------------------------------------- | ------------------- | --------------------------------------------------------------- | -------------------------------- |
| Aquila Trento    | Emanuele Molin                                                              | Andrés Forray       | 4 giocatori (30)                                                | Diego Flaccadori (382)           |
| Brescia          | Alessandro Magro                                                            | David Moss          | David Cournooh Tai Odiase Nicola Akele (30)                     | Amedeo Della Valle (478)         |
| Derthona Basket  | Marco Ramondino                                                             | Riccardo Tavernelli | 4 giocatori (30)                                                | Semaj Christon (490)             |
| Dinamo Sassari   | Piero Bucchi                                                                | Giacomo Devecchi    | Eimantas Bendžius Ousmane Diop (30)                             | Eimantas Bendžius (405)          |
| N.B. Brindisi    | Francesco Vitucci                                                           | Jason Burnell       | 4 giocatori (30)                                                | Nick Perkins (434)               |
| Napoli Basket    | Maurizio Buscaglia (1ª-13ª) Cesare Pancotto (14ª-30ª)                       | Lorenzo Uglietti    | JaCorey Williams David Michineau Andrea Zerini (30)             | JaCorey Williams (452)           |
| Olimpia Milano   | Ettore Messina                                                              | Nicolò Melli        | Giampaolo Ricci (30)                                            | Brandon Davies (324)             |
| Reggiana         | Massimiliano Menetti (1ª-9ª) Dragan Šakota (10ª-30ª)                        | Andrea Cinciarini   | Nate Reuvers (30)                                               | Osvaldas Olisevičius (339)       |
| Reyer Venezia    | Walter De Raffaele (1ª-18ª) Neven Spahija (19ª-)                            | Michael Bramos      | Jayson Granger Derek Willis (30)                                | Mitchell Watt (369)              |
| Scafati Basket   | Alessandro Rossi (1ª-6ª) Attilio Caja (7ª-19ª) Stefano Sacripanti (20ª-30ª) | Riccardo Rossato    | Trevor Thompson (30)                                            | David Logan (459)                |
| Scaligera Verona | Alessandro Ramagli                                                          | Guido Rosselli      | Karvel Anderson Alessandro Cappelletti Davide Casarin (30)      | Karvel Anderson (436)            |
| Trieste          | Marco Legovich                                                              | Lodovico Deangeli   | Skylar Spencer (30)                                             | Frank Bartley (565)              |
| Universo Treviso | Marcelo Nicola                                                              | Alessandro Zanelli  | Adrian Banks Alessandro Zanelli (30)                            | Adrian Banks (504)               |
| V.L. Pesaro      | Jasmin Repeša                                                               | Carlos Delfino      | Muhammad-Ali Abdur-Rahkman Kwan Cheatham Riccardo Visconti (30) | Muhammad-Ali Abdur-Rahkman (416) |
| Varese           | Matt Brase                                                                  | Giancarlo Ferrero   | 4 giocatori (30)                                                | Colbey Ross (524)                |
| Virtus Bologna   | Sergio Scariolo                                                             | Marco Belinelli     | Marco Belinelli (29)                                            | Marco Belinelli (368)            |

### Cambi di allenatore
| Squadra                 | Allenatore uscente   | Motivo     | Data             | Posto in classifica | Nuovo allenatore   | Data             |
| ----------------------- | -------------------- | ---------- | ---------------- | ------------------- | ------------------ | ---------------- |
| Givova Scafati          | Alessandro Rossi     | Esonero    | 8 novembre 2022  | 15ª (1-5)           | Attilio Caja       | 9 novembre 2022  |
| UNAHOTELS Reggio Emilia | Massimiliano Menetti | Esonero    | 5 dicembre 2022  | 15ª (2-7)           | Dragan Šakota      | 5 dicembre 2022  |
| GeVi Napoli             | Maurizio Buscaglia   | Esonero    | 3 gennaio 2023   | 15ª (4-9)           | Cesare Pancotto    | 3 gennaio 2023   |
| Umana Reyer Venezia     | Walter De Raffaele   | Esonero    | 5 febbraio 2023  | 9ª (8-10)           | Neven Spahija      | 8 febbraio 2023  |
| Givova Scafati          | Attilio Caja         | Dimissioni | 13 febbraio 2023 | 13ª (7-12)          | Stefano Sacripanti | 14 febbraio 2023 |

## Stagione regolare

### Classifica
Aggiornata al 10 maggio 2023.
|  | Pos. | Squadra                         | PT | G  | V  | P  | PF   | PS   | Dif  | SD        |
|  | ---- | ------------------------------- | -- | -- | -- | -- | ---- | ---- | ---- | --------- |
|  | 1.   | EA7 Emporio Armani Milano       | 46 | 30 | 23 | 7  | 2481 | 2191 | 290  | +16       |
|  | 2.   | Virtus Segafredo Bologna        | 46 | 30 | 23 | 7  | 2542 | 2334 | 208  | -16       |
|  | 3.   | Bertram Yachts Derthona Tortona | 36 | 30 | 18 | 12 | 2407 | 2337 | 70   |           |
|  | 4.   | Umana Reyer Venezia             | 34 | 30 | 17 | 13 | 2510 | 2402 | 108  | +1        |
|  | 5.   | Banco di Sardegna Sassari       | 34 | 30 | 17 | 13 | 2530 | 2413 | 117  | -1        |
|  | 6.   | Dolomiti Energia Trentino       | 30 | 30 | 15 | 15 | 2288 | 2335 | -47  | +3        |
|  | 7.   | Happy Casa Brindisi             | 30 | 30 | 15 | 15 | 2494 | 2446 | 48   | -3        |
|  | 8.   | Carpegna Prosciutto Pesaro      | 28 | 30 | 14 | 16 | 2531 | 2613 | -82  | +10       |
|  | 9.   | Germani Brescia                 | 28 | 30 | 14 | 16 | 2474 | 2426 | 48   | -10       |
|  | 10.  | Givova Scafati                  | 24 | 30 | 12 | 18 | 2378 | 2414 | -36  | 2-2 (+49) |
|  | 11.  | NutriBullet Treviso Basket      | 24 | 30 | 12 | 18 | 2433 | 2609 | -176 | 2-2 (-15) |
|  | 12.  | GeVi Napoli                     | 24 | 30 | 12 | 18 | 2379 | 2515 | -136 | 2-2 (-34) |
|  | 13.  | Openjobmetis Varese (-11)       | 23 | 30 | 17 | 13 | 2726 | 2722 | 4    |           |
|  | 14.  | UNAHOTELS Reggio Emilia         | 22 | 30 | 11 | 19 | 2287 | 2312 | -25  | +5        |
|  | 15.  | Pallacanestro Trieste           | 22 | 30 | 11 | 19 | 2345 | 2519 | -174 | -5        |
|  | 16.  | Tezenis Verona                  | 18 | 30 | 9  | 21 | 2353 | 2570 | -217 |           |

      Campione d'Italia.
      Ammesse ai playoff scudetto.
      Retrocesse in Serie A2
  Vincitrice del campionato italiano
  Vincitrice della Supercoppa italiana 2022
  Vincitrice della Coppa Italia 2023

Note:
- In caso di parità tra due squadre si considera la differenza canestri degli scontri diretti, in caso di scarto nullo si considera il coefficiente canestri (PF/PS). In caso di parità tra tre o più squadre si procede al calcolo della classifica avulsa, prendendo in considerazione come primo elemento il totale degli scontri diretti tra le squadre interne alla classifica avulsa, in caso di parità interna tra due squadre si prosegue con le regole per la parità tra due squadre.
- Pall. Varese penalizzata di 16 punti per atti di frode sportiva e di illecito sportivo[1], la pena viene ridotta a 11 punti dopo il reclamo della società.[2]

### Tabellone
|                | BOV     | BRE   | BRI    | MIL   | NAP    | PES    | REG   | SAS   | SCA   | TOR    | TNT   | TRV    | TRI    | VAR    | VEN     | VER    |
| -------------- | ------- | ----- | ------ | ----- | ------ | ------ | ----- | ----- | ----- | ------ | ----- | ------ | ------ | ------ | ------- | ------ |
| Virtus Bologna |         | 84–78 | 98–68  | 74–96 | 81–89  | 88–76  | 79–65 | 86–69 | 77–84 | 91–90  | 96–80 | 97–71  | 85–80  | 98–82  | 79–78   | 87–82  |
| Brescia        | 77–89   |       | 75–69  | 83–74 | 95–72  | 97–98  | 84–77 | 80–93 | 82–81 | 83–68  | 73–78 | 80–81  | 95–59  | 88–83  | 74–79   | 88–79  |
| Brindisi       | 78–77   | 82–81 |        | 79–98 | 77–70  | 74–102 | 81–74 | 92–58 | 71–75 | 86–84  | 73–86 | 107–84 | 92–70  | 90–104 | 75–63   | 102–68 |
| Milano         | 69–75   | 78–77 | 83–82  |       | 88–76  | 102–70 | 81–63 | 79–67 | 89–80 | 79–63  | 78–65 | 92–78  | 98–81  | 96–84  | 73–76   | 78–54  |
| Napoli         | 77–89   | 69–72 | 80–96  | 87–81 |        | 98–87  | 73–67 | 93–83 | 71–69 | 82–69  | 69–58 | 84–82  | 92–95  | 93–101 | 91–93   | 74–80  |
| Pesaro         | 82–87   | 88–79 | 70–100 | 71–85 | 97–99  |        | 85–74 | 81–75 | 79–86 | 82–78  | 70–84 | 101–72 | 94–83  | 101–93 | 90–89   | 76–73  |
| Reggio Emilia  | 63–74   | 69–74 | 92–78  | 73–68 | 80–62  | 95–76  |       | 74–99 | 78–70 | 59–63  | 94–70 | 88–77  | 79–84  | 81–87  | 101–115 | 65–70  |
| Sassari        | 69–74   | 92–94 | 111–93 | 63–92 | 86–69  | 110–74 | 89–77 |       | 86–76 | 84–72  | 81–76 | 81–68  | 103–80 | 102–73 | 90–81   | 101–79 |
| Scafati        | 81–83   | 92–88 | 85–84  | 66–75 | 96–61  | 69–81  | 61–59 | 80–90 |       | 72–91  | 74–79 | 89–72  | 93–85  | 93–101 | 89–85   | 92–87  |
| Tortona        | 89–81   | 77–90 | 81–77  | 75–77 | 74–73  | 81–73  | 74–68 | 79–82 | 79–74 |        | 76–70 | 90–95  | 80–69  | 103–91 | 77–61   | 73–69  |
| Trento         | 64–71   | 83–76 | 68–78  | 77–75 | 79–87  | 79–75  | 68–84 | 77–95 | 75–68 | 73–75  |       | 66–57  | 85–68  | 90–80  | 86–84   | 69–70  |
| Treviso        | 89–88   | 99–92 | 75–68  | 80–93 | 85–82  | 96–82  | 58–78 | 79–71 | 89–88 | 79–87  | 85–76 |        | 69–88  | 95–97  | 100–93  | 77–79  |
| Trieste        | 80–78   | 90–91 | 66–83  | 59–65 | 85–68  | 74–100 | 75–80 | 75–69 | 64–59 | 60–88  | 74–68 | 97–86  |        | 80–83  | 78–95   | 85–77  |
| Varese         | 100–108 | 80–72 | 93–86  | 75–87 | 106–79 | 110–99 | 81–85 | 87–81 | 95–81 | 88–89  | 91–94 | 87–85  | 104–99 |        | 93–90   | 98–94  |
| Venezia        | 68–83   | 82–79 | 75–76  | 77–69 | 82–71  | 93–77  | 78–69 | 86–76 | 80–69 | 89–80  | 72–73 | 107–73 | 72–81  | 92–81  |         | 80–57  |
| Verona         | 60–85   | 81–77 | 100–97 | 61–83 | 82–88  | 90–94  | 78–76 | 87–74 | 78–86 | 80–102 | 86–92 | 81–97  | 88–81  | 91–98  | 92–95   |        |

### Calendario
Aggiornato al 26 aprile 2023.

#### Girone di andata
|        | 1ª giornata                                                 |        |
|        |                                                             |        |
| 1 ott. | NutriBullet Treviso Basket - UNAHOTELS Reggio Emilia        | 58-78  |
| 2 ott. | EA7 Emporio Armani Milano - Germani Brescia                 | 78-77  |
| 2 ott. | Bertram Yachts Derthona Tortona - Dolomiti Energia Trentino | 76-70  |
| 2 ott. | Umana Reyer Venezia - Givova Scafati Basket                 | 80-69  |
| 2 ott. | Pallacanestro Trieste - Carpegna Prosciutto Pesaro          | 74-100 |
| 2 ott. | Openjobmetis Varese - Banco di Sardegna Sassari             | 87-81  |
| 2 ott. | Gevi Napoli Basket - Virtus Segafredo Bologna               | 77-89  |
| 2 ott. | Tezenis Verona - Happy Casa Brindisi                        | 100-97 |

|        | 2ª giornata                                               |        |
|        |                                                           |        |
| 8 ott. | Carpegna Prosciutto Pesaro - Umana Reyer Venezia          | 90-89  |
| 8 ott. | Germani Brescia - Openjobmetis Varese                     | 88-83  |
| 9 ott. | Banco di Sardegna Sassari - Tezenis Verona                | 101-79 |
| 9 ott. | Virtus Segafredo Bologna - Pallacanestro Trieste          | 85-80  |
| 9 ott. | UNAHOTELS Reggio Emilia - Bertram Yachts Derthona Tortona | 59-63  |
| 9 ott. | Happy Casa Brindisi - Gevi Napoli Basket                  | 77-70  |
| 9 ott. | Dolomiti Energia Trentino - NutriBullet Treviso Basket    | 66-57  |
| 9 ott. | Givova Scafati Basket - EA7 Emporio Armani Milano         | 66-75  |

|         | 3ª giornata                                                  |       |
|         |                                                              |       |
| 15 ott. | Pallacanestro Trieste - Umana Reyer Venezia                  | 78-95 |
| 15 ott. | Tezenis Verona - Virtus Segafredo Bologna                    | 60-85 |
| 15 ott. | Bertram Yachts Derthona Tortona - Carpegna Prosciutto Pesaro | 81-73 |
| 16 ott. | EA7 Emporio Armani Milano - Happy Casa Brindisi              | 83-82 |
| 16 ott. | NutriBullet Treviso Basket - Banco di Sardegna Sassari       | 79-71 |
| 16 ott. | Openjobmetis Varese - Dolomiti Energia Trentino              | 91-94 |
| 16 ott. | Gevi Napoli Basket - UNAHOTELS Reggio Emilia                 | 73-67 |
| 16 ott. | Germani Brescia - Givova Scafati Basket                      | 82-81 |

|        | 1ª giornata                                                 |        |
|        |                                                             |        |
| 1 ott. | NutriBullet Treviso Basket - UNAHOTELS Reggio Emilia        | 58-78  |
| 2 ott. | EA7 Emporio Armani Milano - Germani Brescia                 | 78-77  |
| 2 ott. | Bertram Yachts Derthona Tortona - Dolomiti Energia Trentino | 76-70  |
| 2 ott. | Umana Reyer Venezia - Givova Scafati Basket                 | 80-69  |
| 2 ott. | Pallacanestro Trieste - Carpegna Prosciutto Pesaro          | 74-100 |
| 2 ott. | Openjobmetis Varese - Banco di Sardegna Sassari             | 87-81  |
| 2 ott. | Gevi Napoli Basket - Virtus Segafredo Bologna               | 77-89  |
| 2 ott. | Tezenis Verona - Happy Casa Brindisi                        | 100-97 |

|        | 2ª giornata                                               |        |
|        |                                                           |        |
| 8 ott. | Carpegna Prosciutto Pesaro - Umana Reyer Venezia          | 90-89  |
| 8 ott. | Germani Brescia - Openjobmetis Varese                     | 88-83  |
| 9 ott. | Banco di Sardegna Sassari - Tezenis Verona                | 101-79 |
| 9 ott. | Virtus Segafredo Bologna - Pallacanestro Trieste          | 85-80  |
| 9 ott. | UNAHOTELS Reggio Emilia - Bertram Yachts Derthona Tortona | 59-63  |
| 9 ott. | Happy Casa Brindisi - Gevi Napoli Basket                  | 77-70  |
| 9 ott. | Dolomiti Energia Trentino - NutriBullet Treviso Basket    | 66-57  |
| 9 ott. | Givova Scafati Basket - EA7 Emporio Armani Milano         | 66-75  |

|         | 3ª giornata                                                  |       |
|         |                                                              |       |
| 15 ott. | Pallacanestro Trieste - Umana Reyer Venezia                  | 78-95 |
| 15 ott. | Tezenis Verona - Virtus Segafredo Bologna                    | 60-85 |
| 15 ott. | Bertram Yachts Derthona Tortona - Carpegna Prosciutto Pesaro | 81-73 |
| 16 ott. | EA7 Emporio Armani Milano - Happy Casa Brindisi              | 83-82 |
| 16 ott. | NutriBullet Treviso Basket - Banco di Sardegna Sassari       | 79-71 |
| 16 ott. | Openjobmetis Varese - Dolomiti Energia Trentino              | 91-94 |
| 16 ott. | Gevi Napoli Basket - UNAHOTELS Reggio Emilia                 | 73-67 |
| 16 ott. | Germani Brescia - Givova Scafati Basket                      | 82-81 |

|         | 4ª giornata                                             |       |
|         |                                                         |       |
| 23 ott. | UNAHOTELS Reggio Emilia - Openjobmetis Varese           | 81-87 |
| 23 ott. | Pallacanestro Trieste - Bertram Yachts Derthona Tortona | 60-88 |
| 24 ott. | Banco di Sardegna Sassari - Dolomiti Energia Trentino   | 81-76 |
| 24 ott. | Happy Casa Brindisi - Germani Brescia                   | 82-81 |
| 24 ott. | Umana Reyer Venezia - EA7 Emporio Armani Milano         | 77-69 |
| 24 ott. | Carpegna Prosciutto Pesaro - Gevi Napoli Basket         | 97-99 |
| 24 ott. | Givova Scafati Basket - Tezenis Verona                  | 92-87 |
| 24 ott. | Virtus Segafredo Bologna - NutriBullet Treviso Basket   | 97-71 |

|         | 5ª giornata                                           |       |
|         |                                                       |       |
| 29 ott. | Banco di Sardegna Sassari - Virtus Segafredo Bologna  | 69-74 |
| 29 ott. | Germani Brescia - Carpegna Prosciutto Pesaro          | 97-98 |
| 30 ott. | Dolomiti Energia Trentino - Givova Scafati Basket     | 75-68 |
| 30 ott. | Openjobmetis Varese - NutriBullet Treviso Basket      | 87-85 |
| 30 ott. | Bertram Yachts Derthona Tortona - Umana Reyer Venezia | 77-61 |
| 30 ott. | EA7 Emporio Armani Milano - Tezenis Verona            | 78-54 |
| 30 ott. | UNAHOTELS Reggio Emilia - Happy Casa Brindisi         | 92-78 |
| 30 ott. | Gevi Napoli Basket - Pallacanestro Trieste            | 92-95 |

|        | 6ª giornata                                            |        |
|        |                                                        |        |
| 5 nov. | NutriBullet Treviso Basket - Germani Brescia           | 99-92  |
| 6 nov. | Givova Scafati Basket - Openjobmetis Varese            | 93-101 |
| 6 nov. | Carpegna Prosciutto Pesaro - EA7 Emporio Armani Milano | 71-85  |
| 6 nov. | Tezenis Verona - Dolomiti Energia Trentino             | 86-92  |
| 6 nov. | Pallacanestro Trieste - Banco di Sardegna Sassari      | 75-69  |
| 6 nov. | Happy Casa Brindisi - Bertram Yachts Derthona Tortona  | 86-84  |
| 6 nov. | Umana Reyer Venezia - Gevi Napoli Basket               | 82-71  |
| 6 nov. | Virtus Segafredo Bologna - UNAHOTELS Reggio Emilia     | 79-65  |

|         | 4ª giornata                                             |       |
|         |                                                         |       |
| 23 ott. | UNAHOTELS Reggio Emilia - Openjobmetis Varese           | 81-87 |
| 23 ott. | Pallacanestro Trieste - Bertram Yachts Derthona Tortona | 60-88 |
| 24 ott. | Banco di Sardegna Sassari - Dolomiti Energia Trentino   | 81-76 |
| 24 ott. | Happy Casa Brindisi - Germani Brescia                   | 82-81 |
| 24 ott. | Umana Reyer Venezia - EA7 Emporio Armani Milano         | 77-69 |
| 24 ott. | Carpegna Prosciutto Pesaro - Gevi Napoli Basket         | 97-99 |
| 24 ott. | Givova Scafati Basket - Tezenis Verona                  | 92-87 |
| 24 ott. | Virtus Segafredo Bologna - NutriBullet Treviso Basket   | 97-71 |

|         | 5ª giornata                                           |       |
|         |                                                       |       |
| 29 ott. | Banco di Sardegna Sassari - Virtus Segafredo Bologna  | 69-74 |
| 29 ott. | Germani Brescia - Carpegna Prosciutto Pesaro          | 97-98 |
| 30 ott. | Dolomiti Energia Trentino - Givova Scafati Basket     | 75-68 |
| 30 ott. | Openjobmetis Varese - NutriBullet Treviso Basket      | 87-85 |
| 30 ott. | Bertram Yachts Derthona Tortona - Umana Reyer Venezia | 77-61 |
| 30 ott. | EA7 Emporio Armani Milano - Tezenis Verona            | 78-54 |
| 30 ott. | UNAHOTELS Reggio Emilia - Happy Casa Brindisi         | 92-78 |
| 30 ott. | Gevi Napoli Basket - Pallacanestro Trieste            | 92-95 |

|        | 6ª giornata                                            |        |
|        |                                                        |        |
| 5 nov. | NutriBullet Treviso Basket - Germani Brescia           | 99-92  |
| 6 nov. | Givova Scafati Basket - Openjobmetis Varese            | 93-101 |
| 6 nov. | Carpegna Prosciutto Pesaro - EA7 Emporio Armani Milano | 71-85  |
| 6 nov. | Tezenis Verona - Dolomiti Energia Trentino             | 86-92  |
| 6 nov. | Pallacanestro Trieste - Banco di Sardegna Sassari      | 75-69  |
| 6 nov. | Happy Casa Brindisi - Bertram Yachts Derthona Tortona  | 86-84  |
| 6 nov. | Umana Reyer Venezia - Gevi Napoli Basket               | 82-71  |
| 6 nov. | Virtus Segafredo Bologna - UNAHOTELS Reggio Emilia     | 79-65  |

|         | 7ª giornata                                          |        |
|         |                                                      |        |
| 19 nov. | Openjobmetis Varese - Umana Reyer Venezia            | 93-90  |
| 19 nov. | UNAHOTELS Reggio Emilia - Tezenis Verona             | 65-70  |
| 20 nov. | Gevi Napoli Basket - NutriBullet Treviso Basket      | 84-82  |
| 20 nov. | Dolomiti Energia Trentino - Virtus Segafredo Bologna | 64-71  |
| 20 nov. | Happy Casa Brindisi - Carpegna Prosciutto Pesaro     | 74-102 |
| 20 nov. | Germani Brescia - Bertram Yachts Derthona Tortona    | 83-68  |
| 20 nov. | EA7 Emporio Armani Milano - Pallacanestro Trieste    | 98-81  |
| 20 nov. | Banco di Sardegna Sassari - Givova Scafati Basket    | 86-76  |

|         | 8ª giornata                                            |       |
|         |                                                        |       |
| 26 nov. | Umana Reyer Venezia - Dolomiti Energia Trentino        | 72-73 |
| 26 nov. | Pallacanestro Trieste - Germani Brescia                | 90-91 |
| 27 nov. | Bertram Yachts Derthona Tortona - Gevi Napoli Basket   | 74-73 |
| 27 nov. | NutriBullet Treviso Basket - EA7 Emporio Armani Milano | 80-93 |
| 27 nov. | Virtus Segafredo Bologna - Happy Casa Brindisi         | 98-68 |
| 27 nov. | Carpegna Prosciutto Pesaro - Banco di Sardegna Sassari | 81-75 |
| 27 nov. | Givova Scafati Basket - UNAHOTELS Reggio Emilia        | 61-59 |
| 27 nov. | Tezenis Verona - Openjobmetis Varese                   | 91-98 |

|        | 9ª giornata                                            |         |
|        |                                                        |         |
| 4 dic. | Tezenis Verona - Bertram Yachts Derthona Tortona       | 80-102  |
| 5 dic. | Happy Casa Brindisi - Umana Reyer Venezia              | 75-63   |
| 5 dic. | Germani Brescia - Gevi Napoli Basket                   | 95-72   |
| 5 dic. | Banco di Sardegna Sassari - EA7 Emporio Armani Milano  | 63-92   |
| 5 dic. | Dolomiti Energia Trentino - Carpegna Prosciutto Pesaro | 79-75   |
| 5 dic. | Openjobmetis Varese - Virtus Segafredo Bologna         | 100-108 |
| 5 dic. | Givova Scafati Basket - NutriBullet Treviso Basket     | 89-72   |
| 5 dic. | UNAHOTELS Reggio Emilia - Pallacanestro Trieste        | 79-84   |

|         | 7ª giornata                                          |        |
|         |                                                      |        |
| 19 nov. | Openjobmetis Varese - Umana Reyer Venezia            | 93-90  |
| 19 nov. | UNAHOTELS Reggio Emilia - Tezenis Verona             | 65-70  |
| 20 nov. | Gevi Napoli Basket - NutriBullet Treviso Basket      | 84-82  |
| 20 nov. | Dolomiti Energia Trentino - Virtus Segafredo Bologna | 64-71  |
| 20 nov. | Happy Casa Brindisi - Carpegna Prosciutto Pesaro     | 74-102 |
| 20 nov. | Germani Brescia - Bertram Yachts Derthona Tortona    | 83-68  |
| 20 nov. | EA7 Emporio Armani Milano - Pallacanestro Trieste    | 98-81  |
| 20 nov. | Banco di Sardegna Sassari - Givova Scafati Basket    | 86-76  |

|         | 8ª giornata                                            |       |
|         |                                                        |       |
| 26 nov. | Umana Reyer Venezia - Dolomiti Energia Trentino        | 72-73 |
| 26 nov. | Pallacanestro Trieste - Germani Brescia                | 90-91 |
| 27 nov. | Bertram Yachts Derthona Tortona - Gevi Napoli Basket   | 74-73 |
| 27 nov. | NutriBullet Treviso Basket - EA7 Emporio Armani Milano | 80-93 |
| 27 nov. | Virtus Segafredo Bologna - Happy Casa Brindisi         | 98-68 |
| 27 nov. | Carpegna Prosciutto Pesaro - Banco di Sardegna Sassari | 81-75 |
| 27 nov. | Givova Scafati Basket - UNAHOTELS Reggio Emilia        | 61-59 |
| 27 nov. | Tezenis Verona - Openjobmetis Varese                   | 91-98 |

|        | 9ª giornata                                            |         |
|        |                                                        |         |
| 4 dic. | Tezenis Verona - Bertram Yachts Derthona Tortona       | 80-102  |
| 5 dic. | Happy Casa Brindisi - Umana Reyer Venezia              | 75-63   |
| 5 dic. | Germani Brescia - Gevi Napoli Basket                   | 95-72   |
| 5 dic. | Banco di Sardegna Sassari - EA7 Emporio Armani Milano  | 63-92   |
| 5 dic. | Dolomiti Energia Trentino - Carpegna Prosciutto Pesaro | 79-75   |
| 5 dic. | Openjobmetis Varese - Virtus Segafredo Bologna         | 100-108 |
| 5 dic. | Givova Scafati Basket - NutriBullet Treviso Basket     | 89-72   |
| 5 dic. | UNAHOTELS Reggio Emilia - Pallacanestro Trieste        | 79-84   |

|         | 10ª giornata                                                |        |
|         |                                                             |        |
| 10 dic. | Umana Reyer Venezia - Germani Brescia                       | 82-79  |
| 10 dic. | Gevi Napoli Basket - Dolomiti Energia Trentino              | 69-58  |
| 10 dic. | Bertram Yachts Derthona Tortona - Banco di Sardegna Sassari | 79-82  |
| 11 dic. | EA7 Emporio Armani Milano - UNAHOTELS Reggio Emilia         | 81-63  |
| 11 dic. | Carpegna Prosciutto Pesaro - Openjobmetis Varese            | 101-93 |
| 11 dic. | NutriBullet Treviso Basket - Tezenis Verona                 | 77-79  |
| 11 dic. | Virtus Segafredo Bologna - Givova Scafati Basket            | 77-84  |
| 11 dic. | Pallacanestro Trieste - Happy Casa Brindisi                 | 66-83  |

|         | 11ª giornata                                            |         |
|         |                                                         |         |
| 17 dic. | Banco di Sardegna Sassari - Gevi Napoli Basket          | 86-69   |
| 18 dic. | Dolomiti Energia Trentino - EA7 Emporio Armani Milano   | 77-75   |
| 18 dic. | Openjobmetis Varese - Pallacanestro Trieste             | 104-99  |
| 18 dic. | NutriBullet Treviso Basket - Happy Casa Brindisi        | 75-68   |
| 18 dic. | Germani Brescia - Virtus Segafredo Bologna              | 77-89   |
| 18 dic. | UNAHOTELS Reggio Emilia - Umana Reyer Venezia           | 101-115 |
| 18 dic. | Tezenis Verona - Carpegna Prosciutto Pesaro             | 90-94   |
| 18 dic. | Givova Scafati Basket - Bertram Yachts Derthona Tortona | 72-91   |

|         | 12ª giornata                                                 |       |
|         |                                                              |       |
| 26 dic. | EA7 Emporio Armani Milano - Openjobmetis Varese              | 96-84 |
| 26 dic. | Germani Brescia - UNAHOTELS Reggio Emilia                    | 84-77 |
| 26 dic. | Bertram Yachts Derthona Tortona - NutriBullet Treviso Basket | 90-95 |
| 26 dic. | Umana Reyer Venezia - Banco di Sardegna Sassari              | 86-76 |
| 26 dic. | Carpegna Prosciutto Pesaro - Virtus Segafredo Bologna        | 82-87 |
| 26 dic. | Pallacanestro Trieste - Dolomiti Energia Trentino            | 74-68 |
| 26 dic. | Happy Casa Brindisi - Givova Scafati Basket                  | 71-75 |
| 26 dic. | Gevi Napoli Basket - Tezenis Verona                          | 74-80 |

|         | 10ª giornata                                                |        |
|         |                                                             |        |
| 10 dic. | Umana Reyer Venezia - Germani Brescia                       | 82-79  |
| 10 dic. | Gevi Napoli Basket - Dolomiti Energia Trentino              | 69-58  |
| 10 dic. | Bertram Yachts Derthona Tortona - Banco di Sardegna Sassari | 79-82  |
| 11 dic. | EA7 Emporio Armani Milano - UNAHOTELS Reggio Emilia         | 81-63  |
| 11 dic. | Carpegna Prosciutto Pesaro - Openjobmetis Varese            | 101-93 |
| 11 dic. | NutriBullet Treviso Basket - Tezenis Verona                 | 77-79  |
| 11 dic. | Virtus Segafredo Bologna - Givova Scafati Basket            | 77-84  |
| 11 dic. | Pallacanestro Trieste - Happy Casa Brindisi                 | 66-83  |

|         | 11ª giornata                                            |         |
|         |                                                         |         |
| 17 dic. | Banco di Sardegna Sassari - Gevi Napoli Basket          | 86-69   |
| 18 dic. | Dolomiti Energia Trentino - EA7 Emporio Armani Milano   | 77-75   |
| 18 dic. | Openjobmetis Varese - Pallacanestro Trieste             | 104-99  |
| 18 dic. | NutriBullet Treviso Basket - Happy Casa Brindisi        | 75-68   |
| 18 dic. | Germani Brescia - Virtus Segafredo Bologna              | 77-89   |
| 18 dic. | UNAHOTELS Reggio Emilia - Umana Reyer Venezia           | 101-115 |
| 18 dic. | Tezenis Verona - Carpegna Prosciutto Pesaro             | 90-94   |
| 18 dic. | Givova Scafati Basket - Bertram Yachts Derthona Tortona | 72-91   |

|         | 12ª giornata                                                 |       |
|         |                                                              |       |
| 26 dic. | EA7 Emporio Armani Milano - Openjobmetis Varese              | 96-84 |
| 26 dic. | Germani Brescia - UNAHOTELS Reggio Emilia                    | 84-77 |
| 26 dic. | Bertram Yachts Derthona Tortona - NutriBullet Treviso Basket | 90-95 |
| 26 dic. | Umana Reyer Venezia - Banco di Sardegna Sassari              | 86-76 |
| 26 dic. | Carpegna Prosciutto Pesaro - Virtus Segafredo Bologna        | 82-87 |
| 26 dic. | Pallacanestro Trieste - Dolomiti Energia Trentino            | 74-68 |
| 26 dic. | Happy Casa Brindisi - Givova Scafati Basket                  | 71-75 |
| 26 dic. | Gevi Napoli Basket - Tezenis Verona                          | 74-80 |

|         | 13ª giornata                                          |        |
|         |                                                       |        |
| 30 dic. | UNAHOTELS Reggio Emilia - Carpegna Prosciutto Pesaro  | 95-76  |
| 2 gen.  | Banco di Sardegna Sassari - Germani Brescia           | 92-94  |
| 2 gen.  | Dolomiti Energia Trentino - Happy Casa Brindisi       | 68-78  |
| 2 gen.  | NutriBullet Treviso Basket - Umana Reyer Venezia      | 100-93 |
| 2 gen.  | Openjobmetis Varese - Bertram Yachts Derthona Tortona | 88-89  |
| 2 gen.  | Virtus Segafredo Bologna - EA7 Emporio Armani Milano  | 74-96  |
| 2 gen.  | Tezenis Verona - Pallacanestro Trieste                | 88-81  |
| 2 gen.  | Givova Scafati Basket - Gevi Napoli Basket            | 96-61  |

|        | 14ª giornata                                               |        |
|        |                                                            |        |
| 7 gen. | Germani Brescia - Dolomiti Energia Trentino                | 73-78  |
| 7 gen. | Bertram Yachts Derthona Tortona - Virtus Segafredo Bologna | 89-81  |
| 8 gen. | Umana Reyer Venezia - Tezenis Verona                       | 80-57  |
| 8 gen. | UNAHOTELS Reggio Emilia - Banco di Sardegna Sassari        | 74-99  |
| 8 gen. | Carpegna Prosciutto Pesaro - NutriBullet Treviso Basket    | 101-72 |
| 8 gen. | Pallacanestro Trieste - Givova Scafati Basket              | 64-59  |
| 8 gen. | Happy Casa Brindisi - Openjobmetis Varese                  | 90-104 |
| 8 gen. | Gevi Napoli Basket - EA7 Emporio Armani Milano             | 87-81  |

|         | 15ª giornata                                                |        |
|         |                                                             |        |
| 14 gen. | NutriBullet Treviso Basket - Pallacanestro Trieste          | 69-88  |
| 15 gen. | EA7 Emporio Armani Milano - Bertram Yachts Derthona Tortona | 79-63  |
| 15 gen. | Banco di Sardegna Sassari - Happy Casa Brindisi             | 111-93 |
| 15 gen. | Virtus Segafredo Bologna - Umana Reyer Venezia              | 79-78  |
| 15 gen. | Openjobmetis Varese - Gevi Napoli Basket                    | 106-79 |
| 15 gen. | Dolomiti Energia Trentino - UNAHOTELS Reggio Emilia         | 68-84  |
| 15 gen. | Tezenis Verona - Germani Brescia                            | 81-77  |
| 15 gen. | Givova Scafati Basket - Carpegna Prosciutto Pesaro          | 69-81  |

|         | 13ª giornata                                          |        |
|         |                                                       |        |
| 30 dic. | UNAHOTELS Reggio Emilia - Carpegna Prosciutto Pesaro  | 95-76  |
| 2 gen.  | Banco di Sardegna Sassari - Germani Brescia           | 92-94  |
| 2 gen.  | Dolomiti Energia Trentino - Happy Casa Brindisi       | 68-78  |
| 2 gen.  | NutriBullet Treviso Basket - Umana Reyer Venezia      | 100-93 |
| 2 gen.  | Openjobmetis Varese - Bertram Yachts Derthona Tortona | 88-89  |
| 2 gen.  | Virtus Segafredo Bologna - EA7 Emporio Armani Milano  | 74-96  |
| 2 gen.  | Tezenis Verona - Pallacanestro Trieste                | 88-81  |
| 2 gen.  | Givova Scafati Basket - Gevi Napoli Basket            | 96-61  |

|        | 14ª giornata                                               |        |
|        |                                                            |        |
| 7 gen. | Germani Brescia - Dolomiti Energia Trentino                | 73-78  |
| 7 gen. | Bertram Yachts Derthona Tortona - Virtus Segafredo Bologna | 89-81  |
| 8 gen. | Umana Reyer Venezia - Tezenis Verona                       | 80-57  |
| 8 gen. | UNAHOTELS Reggio Emilia - Banco di Sardegna Sassari        | 74-99  |
| 8 gen. | Carpegna Prosciutto Pesaro - NutriBullet Treviso Basket    | 101-72 |
| 8 gen. | Pallacanestro Trieste - Givova Scafati Basket              | 64-59  |
| 8 gen. | Happy Casa Brindisi - Openjobmetis Varese                  | 90-104 |
| 8 gen. | Gevi Napoli Basket - EA7 Emporio Armani Milano             | 87-81  |

|         | 15ª giornata                                                |        |
|         |                                                             |        |
| 14 gen. | NutriBullet Treviso Basket - Pallacanestro Trieste          | 69-88  |
| 15 gen. | EA7 Emporio Armani Milano - Bertram Yachts Derthona Tortona | 79-63  |
| 15 gen. | Banco di Sardegna Sassari - Happy Casa Brindisi             | 111-93 |
| 15 gen. | Virtus Segafredo Bologna - Umana Reyer Venezia              | 79-78  |
| 15 gen. | Openjobmetis Varese - Gevi Napoli Basket                    | 106-79 |
| 15 gen. | Dolomiti Energia Trentino - UNAHOTELS Reggio Emilia         | 68-84  |
| 15 gen. | Tezenis Verona - Germani Brescia                            | 81-77  |
| 15 gen. | Givova Scafati Basket - Carpegna Prosciutto Pesaro          | 69-81  |

#### Girone di ritorno
|         | 16ª giornata                                            |       |
|         |                                                         |       |
| 21 gen. | Carpegna Prosciutto Pesaro - Tezenis Verona             | 76-73 |
| 22 gen. | Happy Casa Brindisi - Virtus Segafredo Bologna          | 78-77 |
| 22 gen. | Umana Reyer Venezia - Pallacanestro Trieste             | 72-81 |
| 22 gen. | Dolomiti Energia Trentino - Openjobmetis Varese         | 90-80 |
| 22 gen. | UNAHOTELS Reggio Emilia - EA7 Emporio Armani Milano     | 73-68 |
| 22 gen. | Germani Brescia - NutriBullet Treviso Basket            | 80-81 |
| 22 gen. | Bertram Yachts Derthona Tortona - Givova Scafati Basket | 79-74 |
| 22 gen. | Gevi Napoli Basket - Banco di Sardegna Sassari          | 93-83 |

|         | 17ª giornata                                                 |        |
|         |                                                              |        |
| 28 gen. | Openjobmetis Varese - Germani Brescia                        | 80-72  |
| 28 gen. | Givova Scafati Basket - Umana Reyer Venezia                  | 89-85  |
| 29 gen. | EA7 Emporio Armani Milano - Dolomiti Energia Trentino        | 78-65  |
| 29 gen. | NutriBullet Treviso Basket - Bertram Yachts Derthona Tortona | 79-87  |
| 29 gen. | Pallacanestro Trieste - Gevi Napoli Basket                   | 85-68  |
| 29 gen. | Happy Casa Brindisi - UNAHOTELS Reggio Emilia                | 81-74  |
| 29 gen. | Virtus Segafredo Bologna - Tezenis Verona                    | 87-82  |
| 29 gen. | Banco di Sardegna Sassari - Carpegna Prosciutto Pesaro       | 110-74 |

|        | 18ª giornata                                          |        |
|        |                                                       |        |
| 4 feb. | Tezenis Verona - NutriBullet Treviso Basket           | 81-97  |
| 5 feb. | Umana Reyer Venezia - Happy Casa Brindisi             | 75-76  |
| 5 feb. | Bertram Yachts Derthona Tortona - Openjobmetis Varese | 103-91 |
| 5 feb. | Pallacanestro Trieste - EA7 Emporio Armani Milano     | 59-65  |
| 5 feb. | Gevi Napoli Basket - Givova Scafati Basket            | 71-69  |
| 5 feb. | Dolomiti Energia Trentino - Banco di Sardegna Sassari | 77-95  |
| 5 feb. | Virtus Segafredo Bologna - Germani Brescia            | 84-78  |
| 5 feb. | Carpegna Prosciutto Pesaro - UNAHOTELS Reggio Emilia  | 85-74  |

|         | 16ª giornata                                            |       |
|         |                                                         |       |
| 21 gen. | Carpegna Prosciutto Pesaro - Tezenis Verona             | 76-73 |
| 22 gen. | Happy Casa Brindisi - Virtus Segafredo Bologna          | 78-77 |
| 22 gen. | Umana Reyer Venezia - Pallacanestro Trieste             | 72-81 |
| 22 gen. | Dolomiti Energia Trentino - Openjobmetis Varese         | 90-80 |
| 22 gen. | UNAHOTELS Reggio Emilia - EA7 Emporio Armani Milano     | 73-68 |
| 22 gen. | Germani Brescia - NutriBullet Treviso Basket            | 80-81 |
| 22 gen. | Bertram Yachts Derthona Tortona - Givova Scafati Basket | 79-74 |
| 22 gen. | Gevi Napoli Basket - Banco di Sardegna Sassari          | 93-83 |

|         | 17ª giornata                                                 |        |
|         |                                                              |        |
| 28 gen. | Openjobmetis Varese - Germani Brescia                        | 80-72  |
| 28 gen. | Givova Scafati Basket - Umana Reyer Venezia                  | 89-85  |
| 29 gen. | EA7 Emporio Armani Milano - Dolomiti Energia Trentino        | 78-65  |
| 29 gen. | NutriBullet Treviso Basket - Bertram Yachts Derthona Tortona | 79-87  |
| 29 gen. | Pallacanestro Trieste - Gevi Napoli Basket                   | 85-68  |
| 29 gen. | Happy Casa Brindisi - UNAHOTELS Reggio Emilia                | 81-74  |
| 29 gen. | Virtus Segafredo Bologna - Tezenis Verona                    | 87-82  |
| 29 gen. | Banco di Sardegna Sassari - Carpegna Prosciutto Pesaro       | 110-74 |

|        | 18ª giornata                                          |        |
|        |                                                       |        |
| 4 feb. | Tezenis Verona - NutriBullet Treviso Basket           | 81-97  |
| 5 feb. | Umana Reyer Venezia - Happy Casa Brindisi             | 75-76  |
| 5 feb. | Bertram Yachts Derthona Tortona - Openjobmetis Varese | 103-91 |
| 5 feb. | Pallacanestro Trieste - EA7 Emporio Armani Milano     | 59-65  |
| 5 feb. | Gevi Napoli Basket - Givova Scafati Basket            | 71-69  |
| 5 feb. | Dolomiti Energia Trentino - Banco di Sardegna Sassari | 77-95  |
| 5 feb. | Virtus Segafredo Bologna - Germani Brescia            | 84-78  |
| 5 feb. | Carpegna Prosciutto Pesaro - UNAHOTELS Reggio Emilia  | 85-74  |

|         | 19ª giornata                                            |        |
|         |                                                         |        |
| 11 feb. | NutriBullet Treviso Basket - Gevi Napoli Basket         | 85-82  |
| 12 feb. | Bertram Yachts Derthona Tortona - Pallacanestro Trieste | 80-69  |
| 12 feb. | Umana Reyer Venezia - Carpegna Prosciutto Pesaro        | 93-77  |
| 12 feb. | Openjobmetis Varese - EA7 Emporio Armani Milano         | 75-87  |
| 12 feb. | UNAHOTELS Reggio Emilia - Virtus Segafredo Bologna      | 63-74  |
| 12 feb. | Givova Scafati Basket - Dolomiti Energia Trentino       | 74-79  |
| 12 feb. | Happy Casa Brindisi - Tezenis Verona                    | 102-68 |
| 12 feb. | Germani Brescia - Banco di Sardegna Sassari             | 80-93  |

|        | 20ª giornata                                               |        |
|        |                                                            |        |
| 5 mar. | Virtus Segafredo Bologna - Bertram Yachts Derthona Tortona | 91-90  |
| 5 mar. | EA7 Emporio Armani Milano - Givova Scafati Basket          | 89-80  |
| 5 mar. | Banco di Sardegna Sassari - Umana Reyer Venezia            | 90-81  |
| 5 mar. | Carpegna Prosciutto Pesaro - Happy Casa Brindisi           | 70-100 |
| 5 mar. | Pallacanestro Trieste - NutriBullet Treviso Basket         | 97-86  |
| 5 mar. | Dolomiti Energia Trentino - Germani Brescia                | 83-76  |
| 5 mar. | Gevi Napoli Basket - Openjobmetis Varese                   | 93-101 |
| 5 mar. | Tezenis Verona - UNAHOTELS Reggio Emilia                   | 78-76  |

|         | 21ª giornata                                           |        |
|         |                                                        |        |
| 12 mar. | Openjobmetis Varese - Carpegna Prosciutto Pesaro       | 110-99 |
| 12 mar. | Bertram Yachts Derthona Tortona - Tezenis Verona       | 73-69  |
| 12 mar. | Umana Reyer Venezia - Virtus Segafredo Bologna         | 68-83  |
| 12 mar. | UNAHOTELS Reggio Emilia - Gevi Napoli Basket           | 80-62  |
| 12 mar. | NutriBullet Treviso Basket - Dolomiti Energia Trentino | 85-76  |
| 12 mar. | Happy Casa Brindisi - EA7 Emporio Armani Milano        | 79-98  |
| 12 mar. | Germani Brescia - Pallacanestro Trieste                | 95-59  |
| 12 mar. | Givova Scafati Basket - Banco di Sardegna Sassari      | 80-90  |

|         | 19ª giornata                                            |        |
|         |                                                         |        |
| 11 feb. | NutriBullet Treviso Basket - Gevi Napoli Basket         | 85-82  |
| 12 feb. | Bertram Yachts Derthona Tortona - Pallacanestro Trieste | 80-69  |
| 12 feb. | Umana Reyer Venezia - Carpegna Prosciutto Pesaro        | 93-77  |
| 12 feb. | Openjobmetis Varese - EA7 Emporio Armani Milano         | 75-87  |
| 12 feb. | UNAHOTELS Reggio Emilia - Virtus Segafredo Bologna      | 63-74  |
| 12 feb. | Givova Scafati Basket - Dolomiti Energia Trentino       | 74-79  |
| 12 feb. | Happy Casa Brindisi - Tezenis Verona                    | 102-68 |
| 12 feb. | Germani Brescia - Banco di Sardegna Sassari             | 80-93  |

|        | 20ª giornata                                               |        |
|        |                                                            |        |
| 5 mar. | Virtus Segafredo Bologna - Bertram Yachts Derthona Tortona | 91-90  |
| 5 mar. | EA7 Emporio Armani Milano - Givova Scafati Basket          | 89-80  |
| 5 mar. | Banco di Sardegna Sassari - Umana Reyer Venezia            | 90-81  |
| 5 mar. | Carpegna Prosciutto Pesaro - Happy Casa Brindisi           | 70-100 |
| 5 mar. | Pallacanestro Trieste - NutriBullet Treviso Basket         | 97-86  |
| 5 mar. | Dolomiti Energia Trentino - Germani Brescia                | 83-76  |
| 5 mar. | Gevi Napoli Basket - Openjobmetis Varese                   | 93-101 |
| 5 mar. | Tezenis Verona - UNAHOTELS Reggio Emilia                   | 78-76  |

|         | 21ª giornata                                           |        |
|         |                                                        |        |
| 12 mar. | Openjobmetis Varese - Carpegna Prosciutto Pesaro       | 110-99 |
| 12 mar. | Bertram Yachts Derthona Tortona - Tezenis Verona       | 73-69  |
| 12 mar. | Umana Reyer Venezia - Virtus Segafredo Bologna         | 68-83  |
| 12 mar. | UNAHOTELS Reggio Emilia - Gevi Napoli Basket           | 80-62  |
| 12 mar. | NutriBullet Treviso Basket - Dolomiti Energia Trentino | 85-76  |
| 12 mar. | Happy Casa Brindisi - EA7 Emporio Armani Milano        | 79-98  |
| 12 mar. | Germani Brescia - Pallacanestro Trieste                | 95-59  |
| 12 mar. | Givova Scafati Basket - Banco di Sardegna Sassari      | 80-90  |

|         | 22ª giornata                                                |        |
|         |                                                             |        |
| 19 mar. | Pallacanestro Trieste - UNAHOTELS Reggio Emilia             | 75-80  |
| 19 mar. | Banco di Sardegna Sassari - Openjobmetis Varese             | 102-73 |
| 19 mar. | Carpegna Prosciutto Pesaro - Germani Brescia                | 88-79  |
| 19 mar. | EA7 Emporio Armani Milano - Virtus Segafredo Bologna        | 69-75  |
| 19 mar. | NutriBullet Treviso Basket - Givova Scafati Basket          | 89-88  |
| 19 mar. | Dolomiti Energia Trentino - Bertram Yachts Derthona Tortona | 73-75  |
| 19 mar. | Gevi Napoli Basket - Happy Casa Brindisi                    | 80-96  |
| 19 mar. | Tezenis Verona - Umana Reyer Venezia                        | 92-95  |

|         | 23ª giornata                                                |        |
|         |                                                             |        |
| 25 mar. | Givova Scafati Basket - Pallacanestro Trieste               | 93-85  |
| 26 mar. | Germani Brescia - EA7 Emporio Armani Milano                 | 83-74  |
| 26 mar. | Umana Reyer Venezia - UNAHOTELS Reggio Emilia               | 78-69  |
| 26 mar. | Banco di Sardegna Sassari - Bertram Yachts Derthona Tortona | 84-72  |
| 26 mar. | Happy Casa Brindisi - NutriBullet Treviso Basket            | 107-84 |
| 26 mar. | Openjobmetis Varese - Tezenis Verona                        | 98-94  |
| 26 mar. | Dolomiti Energia Trentino - Gevi Napoli Basket              | 79-87  |
| 26 mar. | Virtus Segafredo Bologna - Carpegna Prosciutto Pesaro       | 88-76  |

|        | 24ª giornata                                           |       |
|        |                                                        |       |
| 1 apr. | Gevi Napoli Basket - Germani Brescia                   | 69-72 |
| 2 apr. | Bertram Yachts Derthona Tortona - Happy Casa Brindisi  | 81-77 |
| 2 apr. | UNAHOTELS Reggio Emilia - Givova Scafati Basket        | 78-70 |
| 2 apr. | Carpegna Prosciutto Pesaro - Dolomiti Energia Trentino | 70-84 |
| 2 apr. | Pallacanestro Trieste - Virtus Segafredo Bologna       | 80-78 |
| 2 apr. | NutriBullet Treviso Basket - Openjobmetis Varese       | 95-97 |
| 2 apr. | EA7 Emporio Armani Milano - Umana Reyer Venezia        | 73-76 |
| 2 apr. | Tezenis Verona - Banco di Sardegna Sassari             | 87-74 |

|         | 22ª giornata                                                |        |
|         |                                                             |        |
| 19 mar. | Pallacanestro Trieste - UNAHOTELS Reggio Emilia             | 75-80  |
| 19 mar. | Banco di Sardegna Sassari - Openjobmetis Varese             | 102-73 |
| 19 mar. | Carpegna Prosciutto Pesaro - Germani Brescia                | 88-79  |
| 19 mar. | EA7 Emporio Armani Milano - Virtus Segafredo Bologna        | 69-75  |
| 19 mar. | NutriBullet Treviso Basket - Givova Scafati Basket          | 89-88  |
| 19 mar. | Dolomiti Energia Trentino - Bertram Yachts Derthona Tortona | 73-75  |
| 19 mar. | Gevi Napoli Basket - Happy Casa Brindisi                    | 80-96  |
| 19 mar. | Tezenis Verona - Umana Reyer Venezia                        | 92-95  |

|         | 23ª giornata                                                |        |
|         |                                                             |        |
| 25 mar. | Givova Scafati Basket - Pallacanestro Trieste               | 93-85  |
| 26 mar. | Germani Brescia - EA7 Emporio Armani Milano                 | 83-74  |
| 26 mar. | Umana Reyer Venezia - UNAHOTELS Reggio Emilia               | 78-69  |
| 26 mar. | Banco di Sardegna Sassari - Bertram Yachts Derthona Tortona | 84-72  |
| 26 mar. | Happy Casa Brindisi - NutriBullet Treviso Basket            | 107-84 |
| 26 mar. | Openjobmetis Varese - Tezenis Verona                        | 98-94  |
| 26 mar. | Dolomiti Energia Trentino - Gevi Napoli Basket              | 79-87  |
| 26 mar. | Virtus Segafredo Bologna - Carpegna Prosciutto Pesaro       | 88-76  |

|        | 24ª giornata                                           |       |
|        |                                                        |       |
| 1 apr. | Gevi Napoli Basket - Germani Brescia                   | 69-72 |
| 2 apr. | Bertram Yachts Derthona Tortona - Happy Casa Brindisi  | 81-77 |
| 2 apr. | UNAHOTELS Reggio Emilia - Givova Scafati Basket        | 78-70 |
| 2 apr. | Carpegna Prosciutto Pesaro - Dolomiti Energia Trentino | 70-84 |
| 2 apr. | Pallacanestro Trieste - Virtus Segafredo Bologna       | 80-78 |
| 2 apr. | NutriBullet Treviso Basket - Openjobmetis Varese       | 95-97 |
| 2 apr. | EA7 Emporio Armani Milano - Umana Reyer Venezia        | 73-76 |
| 2 apr. | Tezenis Verona - Banco di Sardegna Sassari             | 87-74 |

|         | 25ª giornata                                           |        |
|         |                                                        |        |
| 8 apr.  | Virtus Segafredo Bologna - Gevi Napoli Basket          | 81-89  |
| 8 apr.  | Dolomiti Energia Trentino - Pallacanestro Trieste      | 85-68  |
| 8 apr.  | Germani Brescia - Tezenis Verona                       | 88-79  |
| 8 apr.  | Umana Reyer Venezia - Bertram Yachts Derthona Tortona  | 89-80  |
| 8 apr.  | Banco di Sardegna Sassari - NutriBullet Treviso Basket | 81-68  |
| 8 apr.  | Openjobmetis Varese - UNAHOTELS Reggio Emilia          | 81-85  |
| 9 apr.  | EA7 Emporio Armani Milano - Carpegna Prosciutto Pesaro | 102-70 |
| 11 apr. | Givova Scafati Basket - Happy Casa Brindisi            | 85-84  |

|         | 26ª giornata                                         |       |
|         |                                                      |       |
| 15 apr. | UNAHOTELS Reggio Emilia - NutriBullet Treviso Basket | 88-77 |
| 16 apr. | Bertram Yachts Derthona Tortona - Germani Brescia    | 77-90 |
| 16 apr. | Virtus Segafredo Bologna - Dolomiti Energia Trentino | 96-80 |
| 16 apr. | Carpegna Prosciutto Pesaro - Givova Scafati Basket   | 79-86 |
| 16 apr. | Pallacanestro Trieste - Openjobmetis Varese          | 80-83 |
| 16 apr. | Happy Casa Brindisi - Banco di Sardegna Sassari      | 92-58 |
| 16 apr. | Gevi Napoli Basket - Umana Reyer Venezia             | 91-93 |
| 16 apr. | Tezenis Verona - EA7 Emporio Armani Milano           | 61-83 |

|         | 27ª giornata                                              |        |
|         |                                                           |        |
| 18 apr. | Dolomiti Energia Trentino - Tezenis Verona                | 69-70  |
| 19 apr. | Germani Brescia - Umana Reyer Venezia                     | 74-79  |
| 19 apr. | Bertram Yachts Derthona Tortona - UNAHOTELS Reggio Emilia | 74-68  |
| 19 apr. | Banco di Sardegna Sassari - Pallacanestro Trieste         | 103-80 |
| 19 apr. | NutriBullet Treviso Basket - Carpegna Prosciutto Pesaro   | 96-82  |
| 19 apr. | Openjobmetis Varese - Happy Casa Brindisi                 | 93-86  |
| 19 apr. | EA7 Emporio Armani Milano - Gevi Napoli Basket            | 88-76  |
| 19 apr. | Givova Scafati Basket - Virtus Segafredo Bologna          | 81-83  |

|         | 25ª giornata                                           |        |
|         |                                                        |        |
| 8 apr.  | Virtus Segafredo Bologna - Gevi Napoli Basket          | 81-89  |
| 8 apr.  | Dolomiti Energia Trentino - Pallacanestro Trieste      | 85-68  |
| 8 apr.  | Germani Brescia - Tezenis Verona                       | 88-79  |
| 8 apr.  | Umana Reyer Venezia - Bertram Yachts Derthona Tortona  | 89-80  |
| 8 apr.  | Banco di Sardegna Sassari - NutriBullet Treviso Basket | 81-68  |
| 8 apr.  | Openjobmetis Varese - UNAHOTELS Reggio Emilia          | 81-85  |
| 9 apr.  | EA7 Emporio Armani Milano - Carpegna Prosciutto Pesaro | 102-70 |
| 11 apr. | Givova Scafati Basket - Happy Casa Brindisi            | 85-84  |

|         | 26ª giornata                                         |       |
|         |                                                      |       |
| 15 apr. | UNAHOTELS Reggio Emilia - NutriBullet Treviso Basket | 88-77 |
| 16 apr. | Bertram Yachts Derthona Tortona - Germani Brescia    | 77-90 |
| 16 apr. | Virtus Segafredo Bologna - Dolomiti Energia Trentino | 96-80 |
| 16 apr. | Carpegna Prosciutto Pesaro - Givova Scafati Basket   | 79-86 |
| 16 apr. | Pallacanestro Trieste - Openjobmetis Varese          | 80-83 |
| 16 apr. | Happy Casa Brindisi - Banco di Sardegna Sassari      | 92-58 |
| 16 apr. | Gevi Napoli Basket - Umana Reyer Venezia             | 91-93 |
| 16 apr. | Tezenis Verona - EA7 Emporio Armani Milano           | 61-83 |

|         | 27ª giornata                                              |        |
|         |                                                           |        |
| 18 apr. | Dolomiti Energia Trentino - Tezenis Verona                | 69-70  |
| 19 apr. | Germani Brescia - Umana Reyer Venezia                     | 74-79  |
| 19 apr. | Bertram Yachts Derthona Tortona - UNAHOTELS Reggio Emilia | 74-68  |
| 19 apr. | Banco di Sardegna Sassari - Pallacanestro Trieste         | 103-80 |
| 19 apr. | NutriBullet Treviso Basket - Carpegna Prosciutto Pesaro   | 96-82  |
| 19 apr. | Openjobmetis Varese - Happy Casa Brindisi                 | 93-86  |
| 19 apr. | EA7 Emporio Armani Milano - Gevi Napoli Basket            | 88-76  |
| 19 apr. | Givova Scafati Basket - Virtus Segafredo Bologna          | 81-83  |

|         | 28ª giornata                                           |       |
|         |                                                        |       |
| 23 apr. | Virtus Segafredo Bologna - Banco di Sardegna Sassari   | 86-69 |
| 23 apr. | EA7 Emporio Armani Milano - NutriBullet Treviso Basket | 92-78 |
| 23 apr. | Umana Reyer Venezia - Openjobmetis Varese              | 92-81 |
| 23 apr. | UNAHOTELS Reggio Emilia - Germani Brescia              | 69-74 |
| 23 apr. | Carpegna Prosciutto Pesaro - Pallacanestro Trieste     | 94-83 |
| 23 apr. | Happy Casa Brindisi - Dolomiti Energia Trentino        | 73-86 |
| 23 apr. | Gevi Napoli Basket - Bertram Yachts Derthona Tortona   | 82-69 |
| 23 apr. | Tezenis Verona - Givova Scafati Basket                 | 78-86 |

|         | 29ª giornata                                                |       |
|         |                                                             |       |
| 29 apr. | Gevi Napoli Basket - Carpegna Prosciutto Pesaro             | 98-87 |
| 30 apr. | Bertram Yachts Derthona Tortona - EA7 Emporio Armani Milano | 75-77 |
| 30 apr. | Banco di Sardegna Sassari - UNAHOTELS Reggio Emilia         | 89-77 |
| 30 apr. | Pallacanestro Trieste - Tezenis Verona                      | 85-77 |
| 30 apr. | NutriBullet Treviso Basket - Virtus Segafredo Bologna       | 89-88 |
| 30 apr. | Openjobmetis Varese - Givova Scafati Basket                 | 95-81 |
| 30 apr. | Dolomiti Energia Trentino - Umana Reyer Venezia             | 86-84 |
| 30 apr. | Germani Brescia - Happy Casa Brindisi                       | 75-69 |

|        | 30ª giornata                                                 |        |
|        |                                                              |        |
| 7 mag. | Virtus Segafredo Bologna - Openjobmetis Varese               | 98-82  |
| 7 mag. | EA7 Emporio Armani Milano - Banco di Sardegna Sassari        | 79-67  |
| 7 mag. | Umana Reyer Venezia - NutriBullet Treviso Basket             | 107-73 |
| 7 mag. | UNAHOTELS Reggio Emilia - Dolomiti Energia Trentino          | 94-70  |
| 7 mag. | Carpegna Prosciutto Pesaro - Bertram Yachts Derthona Tortona | 82-78  |
| 7 mag. | Happy Casa Brindisi - Pallacanestro Trieste                  | 92-70  |
| 7 mag. | Tezenis Verona - Gevi Napoli Basket                          | 82-88  |
| 7 mag. | Givova Scafati Basket - Germani Brescia                      | 92-88  |

|         | 28ª giornata                                           |       |
|         |                                                        |       |
| 23 apr. | Virtus Segafredo Bologna - Banco di Sardegna Sassari   | 86-69 |
| 23 apr. | EA7 Emporio Armani Milano - NutriBullet Treviso Basket | 92-78 |
| 23 apr. | Umana Reyer Venezia - Openjobmetis Varese              | 92-81 |
| 23 apr. | UNAHOTELS Reggio Emilia - Germani Brescia              | 69-74 |
| 23 apr. | Carpegna Prosciutto Pesaro - Pallacanestro Trieste     | 94-83 |
| 23 apr. | Happy Casa Brindisi - Dolomiti Energia Trentino        | 73-86 |
| 23 apr. | Gevi Napoli Basket - Bertram Yachts Derthona Tortona   | 82-69 |
| 23 apr. | Tezenis Verona - Givova Scafati Basket                 | 78-86 |

|         | 29ª giornata                                                |       |
|         |                                                             |       |
| 29 apr. | Gevi Napoli Basket - Carpegna Prosciutto Pesaro             | 98-87 |
| 30 apr. | Bertram Yachts Derthona Tortona - EA7 Emporio Armani Milano | 75-77 |
| 30 apr. | Banco di Sardegna Sassari - UNAHOTELS Reggio Emilia         | 89-77 |
| 30 apr. | Pallacanestro Trieste - Tezenis Verona                      | 85-77 |
| 30 apr. | NutriBullet Treviso Basket - Virtus Segafredo Bologna       | 89-88 |
| 30 apr. | Openjobmetis Varese - Givova Scafati Basket                 | 95-81 |
| 30 apr. | Dolomiti Energia Trentino - Umana Reyer Venezia             | 86-84 |
| 30 apr. | Germani Brescia - Happy Casa Brindisi                       | 75-69 |

|        | 30ª giornata                                                 |        |
|        |                                                              |        |
| 7 mag. | Virtus Segafredo Bologna - Openjobmetis Varese               | 98-82  |
| 7 mag. | EA7 Emporio Armani Milano - Banco di Sardegna Sassari        | 79-67  |
| 7 mag. | Umana Reyer Venezia - NutriBullet Treviso Basket             | 107-73 |
| 7 mag. | UNAHOTELS Reggio Emilia - Dolomiti Energia Trentino          | 94-70  |
| 7 mag. | Carpegna Prosciutto Pesaro - Bertram Yachts Derthona Tortona | 82-78  |
| 7 mag. | Happy Casa Brindisi - Pallacanestro Trieste                  | 92-70  |
| 7 mag. | Tezenis Verona - Gevi Napoli Basket                          | 82-88  |
| 7 mag. | Givova Scafati Basket - Germani Brescia                      | 92-88  |

## Play-off
Le serie dei quarti di finale e di semifinale sono al meglio delle cinque gare. Gara1, Gara2 e l'eventuale Gara5 sono in casa della meglio classificata. La finale è al meglio delle sette gare: Gara1 e Gara2 sono in casa della meglio classificata come le eventuali Gara5 e Gara7.

### Tabellone Play-off
|  | Quarti di finale | Quarti di finale | Quarti di finale | Quarti di finale | Quarti di finale | Quarti di finale | Quarti di finale |     |                 | Semifinali | Semifinali | Semifinali | Semifinali | Semifinali | Semifinali | Semifinali |  |  | Finale | Finale         | Finale | Finale | Finale | Finale | Finale | Finale | Finale |
|  |                  |                  |                  |                  |                  |                  |                  |     |                 |            |            |            |            |            |            |            |  |  |        |                |        |        |        |        |        |        |        |
|  | 1                | Olimpia Milano   | 94               | 86               | 83               | 94               |                  |     |                 |            |            |            |            |            |            |            |  |  |        |                |        |        |        |        |        |        |        |
|  | 8                | V.L. Pesaro      | 68               | 57               | 88               | 80               |                  |     |                 |            |            |            |            |            |            |            |  |  |        |                |        |        |        |        |        |        |        |
|  | 8                | V.L. Pesaro      | 68               | 57               | 88               | 80               |                  |     | Olimpia Milano  | 95         | 80         | 93         |            |            |            |            |  |  |        |                |        |        |        |        |        |        |        |
|  |                  |                  |                  |                  |                  |                  |                  |     | Olimpia Milano  | 95         | 80         | 93         |            |            |            |            |  |  |        |                |        |        |        |        |        |        |        |
|  |                  |                  | Dinamo Sassari   | 72               | 75               | 61               |                  |     |                 |            |            |            |            |            |            |            |  |  |        |                |        |        |        |        |        |        |        |
|  | 4                | Reyer Venezia    | Dinamo Sassari   | 72               | 75               | 61               | 82               | 55  | 69              | 83         |            |            |            |            |            |            |  |  |        |                |        |        |        |        |        |        |        |
|  | 4                | Reyer Venezia    |                  |                  |                  |                  | 82               | 55  | 69              | 83         |            |            |            |            |            |            |  |  |        |                |        |        |        |        |        |        |        |
|  | 5                | Dinamo Sassari   | 79               | 81               | 80               | 87               |                  |     |                 |            |            |            |            |            |            |            |  |  |        |                |        |        |        |        |        |        |        |
|  |                  |                  |                  |                  |                  |                  |                  |     |                 |            |            |            |            |            |            |            |  |  |        | Olimpia Milano | 92     | 79     | 61     | 89     | 79     | 66     | 67     |
|  |                  |                  |                  | Virtus Bologna   | 82               | 76               | 69               | 93  | 72              | 89         | 55         |            |            |            |            |            |  |  |        |                |        |        |        |        |        |        |        |
|  | 3                | Derthona Basket  | 79               | 84               | 76               | 82               |                  |     |                 |            |            |            |            |            |            |            |  |  |        |                |        |        |        |        |        |        |        |
|  | 6                | Aquila Trento    | 78               | 81               | 79               | 81               |                  |     |                 |            |            |            |            |            |            |            |  |  |        |                |        |        |        |        |        |        |        |
|  | 6                | Aquila Trento    | 78               | 81               | 79               | 81               |                  |     | Derthona Basket | 61         | 78         | 82         |            |            |            |            |  |  |        |                |        |        |        |        |        |        |        |
|  |                  |                  |                  |                  |                  |                  |                  |     | Derthona Basket | 61         | 78         | 82         |            |            |            |            |  |  |        |                |        |        |        |        |        |        |        |
|  |                  |                  | Virtus Bologna   | 84               | 108              | 89               |                  |     |                 |            |            |            |            |            |            |            |  |  |        |                |        |        |        |        |        |        |        |
|  | 2                | Virtus Bologna   | Virtus Bologna   | 84               | 108              | 89               | 104              | 109 | 100             |            |            |            |            |            |            |            |  |  |        |                |        |        |        |        |        |        |        |
|  | 2                | Virtus Bologna   |                  |                  |                  |                  | 104              | 109 | 100             |            |            |            |            |            |            |            |  |  |        |                |        |        |        |        |        |        |        |
|  | 7                | N.B. Brindisi    | 68               | 95               | 95               |                  |                  |     |                 |            |            |            |            |            |            |            |  |  |        |                |        |        |        |        |        |        |        |

### Quarti di finale

#### Milano - Pesaro
| Arbitri: | Michele Rossi (Arezzo) Guido Giovannetti (Terni) Edoardo Gonella (Genova) |

|                               |            |                               |
| Baron 19 Datome 17 Shields 12 | Punti      | 13 Kravić 11 Totè 10 Cheatham |
| Napier, Hines, Voigtmann 4    | Assist     | 5 Abdur-Rahkman, Delfino      |
| Ricci, Melli 6                | Rimbalzi   | 8 Totè                        |
| Ettore Messina                | Allenatori | Jasmin Repeša                 |

| Arbitri: | Carmelo Paternicò (Enna) Beniamino Attard (Siracusa) Alessandro Perciavalle (Torino) |

|                            |            |                                 |
| Hall 13 Napier 12 Ricci 11 | Punti      | 15 Moretti 12 Kravić 11 Tambone |
| Napier 7                   | Assist     | 4 Tambone                       |
| Melli, Voigtmann 7         | Rimbalzi   | 9 Kravić                        |
| Ettore Messina             | Allenatori | Jasmin Repeša                   |

| Arbitri: | Manuel Mazzoni (Grosseto) Mark Bartoli (Trieste) Valerio Grigioni (Roma) |

|                                                       |            |                              |
| Totè 16 Tambone 13 Charalampopoulos, Abdur-Rahkman 10 | Punti      | 24 Napier 14 Melli 9 Shields |
| Abdur-Rahkman 6                                       | Assist     | 3 Napier                     |
| Kravić 6                                              | Rimbalzi   | 5 Baron                      |
| Jasmin Repeša                                         | Allenatori | Ettore Messina               |

| Arbitri: | Roberto Begnis (Cremona) Tolga Sahin (Messina) Andrea Bongiorni (Pisa) |

|                                                  |            |                               |
| Delfino 14 Daye 13 Cheatham, Charalampopoulos 11 | Punti      | 25 Shields 14 Melli 13 Napier |
| Moretti 4                                        | Assist     | 5 Baron                       |
| Charalampopoulos 8                               | Rimbalzi   | 8 Melli                       |
| Jasmin Repeša                                    | Allenatori | Ettore Messina                |

#### Venezia - Sassari
| Arbitri: | Carmelo Paternicò (Enna) Lorenzo Baldini (Firenze) Andrea Bongiorni (Pisa) |

|                             |            |                             |
| Watt 19 Bramos 12 Willis 10 | Punti      | 18 Dowe 16 Robinson 13 Diop |
| Granger 6                   | Assist     | 5 Diop                      |
| Watt 7                      | Rimbalzi   | 6 Bendžius                  |
| Neven Spahija               | Allenatori | Piero Bucchi                |

| Arbitri: | Saverio Lanzarini (Bologna) Tolga Sahin (Messina) Andrea Bongiorni (Pisa) |

|                            |            |                                    |
| Spissu, Parks 10 Watt 9    | Punti      | 20 Diop 14 Dowe 12 Jones, Robinson |
| Granger, Willis 3 Bramos 2 | Assist     | 8 Dowe 5 Robinson                  |
| Parks, Tessitori 4         | Rimbalzi   | 8 Stephens, 5 Dowe                 |
| Neven Spahija              | Allenatori | Piero Bucchi                       |

| Arbitri: | Roberto Begnis (Cremona) Alessandro Martolini (Roma) Denis Quarta (Torino) |

|                             |            |                                        |
| Jones 15 Gentile 14 Dowe 10 | Punti      | 15 Spissu, Willis 11 Tessitori 9 Parks |
| Dowe 9                      | Assist     | 8 Spissu                               |
| Diop 7                      | Rimbalzi   | 10 Tessitori                           |
| Piero Bucchi                | Allenatori | Neven Spahija                          |

| Arbitri: | Manuel Mazzoni (Grosseto) Beniamino Attard (Siracusa) Gabriele Bettini (Bologna) |

|                            |            |                               |
| Krušlin 22 Diop 19 Dowe 15 | Punti      | 30 Granger 14 Spissu 10 Parks |
| Dowe 5                     | Assist     | 3 Tessitori                   |
| Diop 10                    | Rimbalzi   | 5 Watt                        |
| Piero Bucchi               | Allenatori | Neven Spahija                 |

#### Bologna - Brindisi
| Arbitri: | Tolga Özge Sahin (Messina) Beniamino Attard (Siracusa) Christian Borgo (Vicenza) |

|                                     |            |                                |
| Cordinier 15 Ojeleye 14 Teodosić 12 | Punti      | 18 Reed 17 Perkins 10 Harrison |
| Teodosić 7                          | Assist     | 4 Mascolo                      |
| Mickey 8                            | Rimbalzi   | 5 Reed                         |
| Sergio Scariolo                     | Allenatori | Francesco Vitucci              |

| Arbitri: | Michele Rossi (Arezzo) Alessandro Martolini (Roma) Denis Quarta (Torino) |

|                                               |            |                                        |
| Belinelli 18 Mickey, Teodosić 17 Shengelia 16 | Punti      | 21 Harrison 16 Bowman 12 Reed, Perkins |
| Cordinier 5                                   | Assist     | 5 Mascolo                              |
| Shengelia 8                                   | Rimbalzi   | 6 Perkins                              |
| Sergio Scariolo                               | Allenatori | Francesco Vitucci                      |

| Arbitri: | Guido Giovannetti (Terni) Carmelo Lo Guzzo (Pisa) Edoardo Gonella (Genova) |

|                               |            |                                     |
| Reed 33 Harrison 19 Bowman 14 | Punti      | 18 Belinelli 17 Shengelia 15 Mickey |
| Harrison 4                    | Assist     | 5 Teodosić                          |
| Bowman 5                      | Rimbalzi   | 9 Shengelia                         |
| Francesco Vitucci             | Allenatori | Sergio Scariolo                     |

#### Tortona - Trento
| Arbitri: | Carmelo Lo Guzzo (Pisa) Valerio Grigioni (Roma) Andrea Valzani (Milano) |

|                                    |            |                                                    |
| Daum 14 Christon, Macura 11 Cain 9 | Punti      | 16 Flaccadori, Atkins 14 Gražulis 9 Spagnolo, Udom |
| Tavernelli 4                       | Assist     | 5 Gražulis                                         |
| Cain 9                             | Rimbalzi   | 9 Atkins                                           |
| Marco Ramondino                    | Allenatori | Emanuele Molin                                     |

| Arbitri: | Roberto Begnis (Cremona) Mark Bartoli (Trieste) Gabriele Bettini (Bologna) |

|                              |            |                                              |
| Christon 18 Harper 16 Cain 9 | Punti      | 19 Gražulis 17 Spagnolo 9 Flaccadori, Forray |
| Christon 5                   | Assist     | 5 Flaccadori                                 |
| Daum 7                       | Rimbalzi   | 7 Gražulis                                   |
| Marco Ramondino              | Allenatori | Emanuele Molin                               |

| Arbitri: | Saverio Lanzarini (Bologna) Lorenzo Baldini (Firenze) Andrea Bongiorni (Pisa) |

|                                     |            |                                          |
| Flaccadori 19 Spagnolo 16 Atkins 12 | Punti      | 15 Harper 14 Christon, Macura 9 Severini |
| Flaccadori, Spagnolo 3              | Assist     | 4 Christon                               |
| Gražulis 9                          | Rimbalzi   | 8 Cain                                   |
| Emanuele Molin                      | Allenatori | Marco Ramondino                          |

| Arbitri: | Carmelo Paternicò (Enna) Valerio Grigioni (Roma) Christian Borgo (Vicenza) |

|                                 |            |                               |
| Spagnolo 23 Gražulis 17 Udom 13 | Punti      | 21 Christon 20 Daum 11 Macura |
| Flaccadori 4                    | Assist     | 8 Christon                    |
| Spagnolo 8                      | Rimbalzi   | 11 Cain                       |
| Emanuele Molin                  | Allenatori | Marco Ramondino               |

### Semifinali

#### Milano - Sassari
| Arbitri: | Guido Giovannetti (Terni) Tolga Sahin (Messina) Andrea Bongiorni (Pisa) |

|                                                               |            |                                      |
| Voigtmann 22 Baron, Shields, Datome 10 Pangos, Tonut, Melli 9 | Punti      | 13 Dowe, Diop 11 Robinson 8 Stephens |
| Napier 9                                                      | Assist     | 5 Robinson                           |
| Voigtmann 7                                                   | Rimbalzi   | 5 Diop                               |
| Ettore Messina                                                | Allenatori | Piero Bucchi                         |

| Arbitri: | Saverio Lanzarini (Bologna) Mark Bartoli (Trieste) Andrea Valzani (Milano) |

|                                       |            |                                       |
| Datome 19 Napier, Shields 14 Baron 13 | Punti      | 21 Bendžius 12 Dowe 10 Stephens, Diop |
| Shields 5                             | Assist     | 6 Dowe                                |
| Melli 8                               | Rimbalzi   | 9 Dowe                                |
| Ettore Messina                        | Allenatori | Piero Bucchi                          |

| Arbitri: | Beniamino Attard (Siracusa) Lorenzo Baldini (Firenze) Andrea Bongiorni (Pisa) |

|                                          |            |                                   |
| Robinson 15 Dowe 12 Bendžius, Stephens 9 | Punti      | 21 Napier 18 Shields 15 Voigtmann |
| Dowe 4                                   | Assist     | 6 Baron                           |
| Diop 6                                   | Rimbalzi   | 9 Melli                           |
| Piero Bucchi                             | Allenatori | Ettore Messina                    |

#### Bologna - Derthona
| Arbitri: | Roberto Begnis (Cremona) Lorenzo Baldini (Bologna) Valerio Grigioni (Roma) |

|                                               |            |                                        |
| Belinelli, Ojeleye 15 Hackett 14 Shengelia 10 | Punti      | 20 Macura 14 Severini 7 Christon, Cain |
| Shengelia 5                                   | Assist     | 4 Christon                             |
| Jaiteh 10                                     | Rimbalzi   | 6 Harper, Radošević, Macura            |
| Sergio Scariolo                               | Allenatori | Marco Ramondino                        |

| Arbitri: | Manuel Mazzoni (Grosseto) Carmelo Lo Guzzo (Pisa) Christian Borgo (Vicenza) |

|                                        |            |                           |
| Mickey 20 Ojeleye, Abass 15 Hackett 12 | Punti      | 17 Daum 16 Macura 15 Hunt |
| Pajola, Teodosić 7                     | Assist     | 5 Macura                  |
| Jaiteh 10                              | Rimbalzi   | 5 Severini, Daum          |
| Sergio Scariolo                        | Allenatori | Marco Ramondino           |

| Arbitri: | Carmelo Paternicò (Enna) Alessandro Martolini (Roma) Edoardo Gonella (Genova) |

|                            |            |                                              |
| Daum 17 Candi 15 Macura 14 | Punti      | 22 Hackett 11 Belinelli, Shengelia 10 Mickey |
| Candi 4                    | Assist     | 6 Shengelia                                  |
| Cain 7                     | Rimbalzi   | 7 Shengelia                                  |
| Marco Ramondino            | Allenatori | Sergio Scariolo                              |

### Finale

#### Milano - Bologna
| Arbitri: | Carmelo Paternicò (Enna) Manuel Mazzoni (Grosseto) Mark Bartoli (Trieste) |

|                              |            |                                       |
| Napier 22 Hall 15 Shields 13 | Punti      | 19 Belinelli 16 Shengelia 15 Teodosić |
| Hall 5                       | Assist     | 6 Hackett                             |
| Melli 6                      | Rimbalzi   | 6 Shengelia                           |
| Ettore Messina               | Allenatori | Sergio Scariolo                       |

| Arbitri: | Saverio Lanzarini (Bologna) Guido Giovannetti (Terni) Edoardo Gonella (Genova) |

|                                          |            |                                     |
| Shields 18 Napier, Baron 12 Voigtmann 11 | Punti      | 17 Shengelia 14 Belinelli 11 Mickey |
| Napier 4                                 | Assist     | 8 Hackett                           |
| Melli 8                                  | Rimbalzi   | 5 Shengelia                         |
| Ettore Messina                           | Allenatori | Sergio Scariolo                     |

| Arbitri: | Manuel Mazzoni (Grosseto) Tolga Sahin (Messina) Denny Borgioni (Roma) |

|                                             |            |                            |
| Hackett 13 Teodosić 12 Belinelli, Mickey 10 | Punti      | 15 Baron 9 Melli 8 Shields |
| Teodosić 7                                  | Assist     | 6 Voigtmann                |
| Shengelia 9                                 | Rimbalzi   | 8 Melli                    |
| Sergio Scariolo                             | Allenatori | Ettore Messina             |

| Arbitri: | Roberto Begnis (Cremona) Beniamino Attard (Siracusa) Valerio Grigioni (Roma) |

|                                                                |            |                               |
| Belinelli, Mickey 18 Teodosić 10 Shengelia, Hackett, Ojeleye 9 | Punti      | 26 Shields 16 Napier 12 Melli |
| Teodosić 8                                                     | Assist     | 8 Napier                      |
| Cordinier 14                                                   | Rimbalzi   | 11 Melli                      |
| Sergio Scariolo                                                | Allenatori | Ettore Messina                |

| Arbitri: | Saverio Lanzarini (Bologna) Beniamino Attard (Siracusa) Denny Borgioni (Roma) |

|                                      |            |                                      |
| Shileds 22 Melli 13 Baron, Napier 12 | Punti      | 17 Belinelli 14 Cordinier 12 Hackett |
| Voigtmann, Napier 5                  | Assist     | 4 Cordinier                          |
| Melli 12                             | Rimbalzi   | 5 Hackett                            |
| Ettore Messina                       | Allenatori | Sergio Scariolo                      |

| Arbitri: | Carmelo Paternicò (Enna) Roberto Begnis (Cremona) Guido Giovannetti (Terni) |

|                                              |            |                                               |
| Belinelli 14 Hackett, Cordinier 13 Jaiteh 11 | Punti      | 11 Melli, Voigtmann 9 Baron, Datome 7 Shields |
| Hackett 7                                    | Assist     | 4 Napier                                      |
| Jaiteh 7                                     | Rimbalzi   | 6 Melli                                       |
| Sergio Scariolo                              | Allenatori | Ettore Messina                                |

| Arbitri: | Saverio Lanzarini (Bologna) Manuel Mazzoni (Roma) Mark Bartoli (Trieste) |

|                               |            |                                    |
| Datome 16 Baron 11 Shields 10 | Punti      | 13 Shengelia 10 Teodosić 7 Hackett |
| Napier 6                      | Assist     | 5 Hackett                          |
| Melli 7                       | Rimbalzi   | 6 Hackett                          |
| Ettore Messina                | Allenatori | Sergio Scariolo                    |

## Verdetti

### Squadra campione
- Campione d'Italia:  A|X Armani Exchange Milano (30º titolo)

| Maglia | Giocatori | Presenze (playoff) | Punti (playoff) |
| --- | --------- | ------------------ | --------------- |
| Olimpia Milano                                                                                                  |           |                    |                 |
| Giampaolo Ricci                                                                                                 | 30 (+14)  | 126 (+42)          |                 |
| Nicolò Melli | 28 (+14)  | 246 (+136)         |                 |
| Devon Hall | 25 (+11)  | 191 (+68)          |                 |
| Stefano Tonut                                                                                                   | 25 (+12)  | 120 (+17)          |                 |
| Brandon Davies                                                                                                  | 24 (+0)   | 324 (+0)           |                 |
| Billy Baron | 22 (+14)  | 269 (+143)         |                 |
| Paul Biligha | 21 (+11)  | 80 (+25)           |                 |
| Johannes Voigtmann                                                                                              | 20 (+14)  | 153 (+128)         |                 |
| Tommaso Baldasso                                                                                                | 18 (+11)  | 43 (+29)           |                 |
| Davide Alviti                                                                                                   | 16 (+1)   | 28 (+0)            |                 |
| Luigi Datome | 15 (+14)  | 65 (+110)          |                 |
| Kyle Hines | 14 (+14)  | 81 (+68)           |                 |
| Kevin Pangos | 14 (+3)   | 123 (+11)          |                 |
| Naz Mitrou-Long                                                                                                 | 14 (+0)   | 110 (+0)           |                 |
| Shabazz Napier                                                                                                  | 12 (+14)  | 178 (+182)         |                 |
| Shavon Shields                                                                                                  | 11 (+14)  | 93 (+199)          |                 |
| Deshaun Thomas                                                                                                  | 10 (+0)   | 83 (+0)            |                 |
| Allenatore: Ettore Messina                                                                                      |           |                    |                 |
| Altri giocatori: Samuele Miccoli (presenze: 2+0, punti: 0+0), Luca Panna (1+0, 0+0), Jacopo Rapetti (0+0, 0+0). |           |                    |                 |

### Altri verdetti
- Retrocessioni in Serie A2: Pall. Trieste, Scaligera Verona
- Coppa Italia: Brescia
- Supercoppa italiana: Virtus Bologna

## Statistiche stagione regolare
Aggiornate al 15 febbraio 2023

### Statistiche individuali

#### Valutazione
|    | Giocatore         | Squadra        | Partite | Valutazione | PIR  |
| -- | ----------------- | -------------- | ------- | ----------- | ---- |
| 1. | Colbey Ross       | Pall. Varese   | 30      | 649         | 21.6 |
| 2. | JaCorey Williams  | Napoli Basket  | 30      | 567         | 18.9 |
| 3. | Andrea Cinciarini | Pall. Reggiana | 29      | 530         | 18.3 |

Fonte:  Statistics, in LegaBasket.

#### Punti
|    | Giocatore     | Squadra        | Partite | Punti | PPG  |
| -- | ------------- | -------------- | ------- | ----- | ---- |
| 1. | Frank Bartley | Pall. Trieste  | 29      | 565   | 19.5 |
| 2. | David Logan   | Scafati Basket | 25      | 459   | 18.4 |
| 3. | Colbey Ross   | Pall. Varese   | 30      | 524   | 17.5 |

Fonte:  Statistics, in LegaBasket.

#### Rimbalzi
|    | Giocatore        | Squadra        | Partite | Rimbalzi | RPG |
| -- | ---------------- | -------------- | ------- | -------- | --- |
| 1. | Trevor Thompson  | Scafati Basket | 30      | 242      | 8.1 |
| 2. | JaCorey Williams | Napoli Basket  | 30      | 238      | 7.9 |
| 3. | Skylar Spencer   | Pall. Trieste  | 30      | 238      | 7.9 |

Fonte:  Statistics, in LegaBasket.

#### Assist
|    | Giocatore         | Squadra        | Partite | Assist | APG |
| -- | ----------------- | -------------- | ------- | ------ | --- |
| 1. | Andrea Cinciarini | Pall. Reggiana | 29      | 286    | 9.9 |
| 2. | Colbey Ross       | Pall. Varese   | 30      | 224    | 7.5 |
| 3. | Julyan Stone      | Scafati Basket | 28      | 183    | 6.5 |

Fonte:  Statistics, in LegaBasket.

#### Altre statistiche
| Categoria        | Giocatore          | Squadra       | Partite | Media |
| ---------------- | ------------------ | ------------- | ------- | ----- |
| Palle recuperate | Ky Bowman          | N.B. Brindisi | 30      | 1.7   |
| Stoppate         | Tariq Owens        | Pall. Varese  | 29      | 1.4   |
| Palle perse      | Colbey Ross        | Pall. Varese  | 30      | 3.7   |
| Falli subiti     | Colbey Ross        | Pall. Varese  | 30      | 6.1   |
| Plus-Minus       | D'Angelo Harrison  | N.B. Brindisi | 15      | +9.7  |
| % tiri liberi    | Amedeo Della Valle | Brescia       | 29      | 94.0% |
| % tiro da due    | Skylar Spencer     | Pall. Trieste | 30      | 66.9% |
| % tiro da tre    | John Petrucelli    | Brescia       | 20      | 50.6% |

### Migliori prestazioni individuali
| Categoria              | Giocatore          | Squadra          | Statistica | Avversario                      |
| ---------------------- | ------------------ | ---------------- | ---------- | ------------------------------- |
| Valutazione            | Colbey Ross        | Pall. Varese     | 46         | Derthona Basket (2 gen. 2023)   |
| Punti                  | Colbey Ross        | Pall. Varese     | 35         | Derthona Basket (2 gen. 2023)   |
| Rimbalzi               | Trevor Thompson    | Scafati Basket   | 17         | Virtus Bologna (19 apr. 2023)   |
| Assist                 | Andrea Cinciarini  | Pall. Reggiana   | 18         | Aquila Trento (15 gen. 2023)    |
| Palle recuperate       | Ky Bowman          | N.B. Brindisi    | 6          | Napoli Basket (9 ott. 2022)     |
| Palle recuperate       | Davide Moretti     | V.L. Pesaro      | 6          | Olimpia Milano (6 nov. 2022)    |
| Stoppate               | Guglielmo Caruso   | Pall. Varese     | 5          | Napoli Basket (5 mar. 2023)     |
| Falli subiti           | Colbey Ross        | Pall. Varese     | 11         | Olimpia Milano (12 feb. 2023)   |
| Falli subiti           | Adrian Banks       | Universo Treviso | 11         | Virtus Bologna (30 apr. 2023)   |
| Tiri liberi realizzati | Amedeo Della Valle | Brescia          | 13         | V.L. Pesaro (29 ott. 2022)      |
| Tiri da 2 realizzati   | Brandon Davies     | Olimpia Milano   | 11         | Napoli Basket (8 gen. 2023)     |
| Tiri da 3 realizzati   | David Logan        | Scafati Basket   | 9          | Scaligera Verona (23 apr. 2023) |
| Tiri da 3 realizzati   | Marco Belinelli    | Virtus Bologna   | 9          | Derthona Basket (5 mar. 2023)   |

Fonte:  Statistics, su legabasket.it.

### Statistiche di squadra
| Categoria        | Squadra          | Media |
| ---------------- | ---------------- | ----- |
| Punti            | Pall. Varese     | 90.9  |
| Punti subiti     | Olimpia Milano   | 73.0  |
| Rimbalzi         | Pall. Trieste    | 37.4  |
| Assist           | Dinamo Sassari   | 19.4  |
| Palle recuperate | Scaligera Verona | 8.2   |
| Stoppate         | Pall. Reggiana   | 3.2   |
| Palle perse      | N.B. Brindisi    | 10.1  |
| % tiri liberi    | Scafati Basket   | 81.1% |
| % tiro da due    | Virtus Bologna   | 56.4% |
| % tiro da tre    | Dinamo Sassari   | 40.6% |

Fonte:  Statistics, su legabasket.it.

## Premi

### Stagione Regolare

#### Miglior giocatore della giornata
| Giornata | Giocatore              | Squadra          | VAL | Note   |
| -------- | ---------------------- | ---------------- | --- | ------ |
| 1        | Jordan Mickey          | Virtus Bologna   | 30  | [ 14 ] |
| 2        | John Petrucelli        | Brescia          | 36  | [ 15 ] |
| 3        | Matteo Spagnolo        | Aquila Trento    | 27  | [ 16 ] |
| 4        | David Logan            | Scafati Basket   | 24  | [ 17 ] |
| 5        | Kwan Cheatham          | V.L. Pesaro      | 23  | [ 18 ] |
| 6        | Michał Sokołowski      | Universo Treviso | 31  | [ 19 ] |
| 7        | Muh.-Ali Abdur-Rahkman | V.L. Pesaro      | 34  | [ 20 ] |
| 8        | Muh.-Ali Abdur-Rahkman | V.L. Pesaro      | 27  | [ 21 ] |
| 9        | Marco Belinelli        | Virtus Bologna   | 17  | [ 22 ] |
| 10       | Stanley Okoye          | Scafati Basket   | 21  | [ 23 ] |
| 11       | Jayson Granger         | Reyer Venezia    | 30  | [ 24 ] |
| 12       | Tornik'e Shengelia     | Virtus Bologna   | 34  | [ 25 ] |
| 13       | Brandon Davies         | Olimpia Milano   | 28  | [ 26 ] |
| 14       | J.P. Macura            | Derthona Basket  | 26  | [ 27 ] |
| 15       | Justin Reyes           | Pall. Varese     | 28  | [ 28 ] |
| 16       | Ky Bowman              | N.B. Brindisi    | 16  | [ 29 ] |
| 17       | Frank Bartley          | Pall. Trieste    | 29  | [ 30 ] |
| 18       | Marco Belinelli        | Virtus Bologna   | 21  | [ 31 ] |
| 19       | Adrian Banks           | Universo Treviso | 24  | [ 32 ] |
| 20       | Marco Belinelli        | Virtus Bologna   | 30  | [ 33 ] |
| 21       | Niccolò Mannion        | Virtus Bologna   | 33  | [ 34 ] |
| 22       | Nick Perkins           | N.B. Brindisi    | 22  | [ 35 ] |
| 23       | Jordan Howard          | Napoli Basket    | 31  | [ 36 ] |
| 24       | Colbey Ross            | Pall. Varese     | 34  | [ 37 ] |
| 25       | Andrea Cinciarini      | Pall. Reggiana   | 27  | [ 38 ] |
| 26       | Markel Brown           | Pall. Varese     | 36  | [ 39 ] |
| 27       | Jaron Johnson          | Pall. Varese     | 35  | [ 40 ] |
| 28       | David Logan            | Scafati Basket   | 29  | [ 41 ] |
| 29       | Colbey Ross            | Pall. Varese     | 46  | [ 42 ] |
| 30       | David Logan            | Scafati Basket   | 31  | [ 43 ] |

#### The Best Ita
| Giornata | Giocatore           | Squadra          | VAL | Note   |
| -------- | ------------------- | ---------------- | --- | ------ |
| 1        | Andrea Cinciarini   | Pall. Reggiana   | 23  | [ 44 ] |
| 2        | John Petrucelli     | Brescia          | 36  | [ 15 ] |
| 3        | Matteo Spagnolo     | Aquila Trento    | 27  | [ 16 ] |
| 4        | Jeff Brooks         | Reyer Venezia    | 27  | [ 45 ] |
| 5        | Nicolò Melli        | Olimpia Milano   | 25  | [ 46 ] |
| 6        | Guglielmo Caruso    | Pall. Varese     | 28  | [ 47 ] |
| 7        | Niccolò Mannion     | Virtus Bologna   | 15  | [ 48 ] |
| 8        | Riccardo Moraschini | Reyer Venezia    | 30  | [ 49 ] |
| 9        | Marco Belinelli     | Virtus Bologna   | 17  | [ 22 ] |
| 10       | Lorenzo Uglietti    | Napoli Basket    | 25  | [ 50 ] |
| 11       | Marco Spissu        | Reyer Venezia    | 25  | [ 51 ] |
| 12       | Marco Spissu        | Reyer Venezia    | 16  | [ 52 ] |
| 13       | Nicolò Melli        | Olimpia Milano   | 17  | [ 53 ] |
| 14       | Lorenzo Uglietti    | Napoli Basket    | 20  | [ 54 ] |
| 15       | Daniel Hackett      | Virtus Bologna   | 18  | [ 55 ] |
| 16       | Matteo Spagnolo     | Aquila Trento    | 20  | [ 56 ] |
| 17       | Stefano Tonut       | Olimpia Milano   | 17  | [ 57 ] |
| 18       | Marco Belinelli     | Virtus Bologna   | 21  | [ 31 ] |
| 19       | Leonardo Faggian    | Universo Treviso | 16  | [ 58 ] |
| 20       | Marco Belinelli     | Virtus Bologna   | 30  | [ 33 ] |
| 21       | Niccolò Mannion     | Virtus Bologna   | 33  | [ 34 ] |
| 22       | Marco Belinelli     | Virtus Bologna   | 12  | [ 59 ] |
| 23       | Daniel Hackett      | Virtus Bologna   | 23  | [ 60 ] |
| 24       | Amedeo Della Valle  | Brescia          | 21  | [ 61 ] |
| 25       | Andrea Cinciarini   | Pall. Reggiana   | 27  | [ 38 ] |
| 26       | Bruno Mascolo       | N.B. Brindisi    | 24  | [ 62 ] |
| 27       | Marco Spissu        | Reyer Venezia    | 19  | [ 63 ] |
| 28       | Amedeo Della Valle  | Brescia          | 26  | [ 64 ] |
| 29       | Stefano Bossi       | Pall. Trieste    | 19  | [ 65 ] |
| 30       | Marco Belinelli     | Virtus Bologna   | 18  | [ 66 ] |

#### LBA Awards
| Premio                   | Giocatore       | Squadra         |
| ------------------------ | --------------- | --------------- |
| MVP                      | Colbey Ross     | Pall. Varese    |
| Miglior Italiano         | Marco Belinelli | Virtus Bologna  |
| Miglior Under-22         | Matteo Spagnolo | Aquila Trento   |
| Miglior Difensore        | John Petrucelli | Brescia         |
| Miglior Sesto Uomo       | Marco Belinelli | Virtus Bologna  |
| Giocatore più migliorato | Ousmane Diop    | Dinamo Sassari  |
| Giocatore Rivelazione    | Colbey Ross     | Pall. Varese    |
| Miglior allenatore       | Marco Ramondino | Derthona Basket |
| Migliore dirigente       | Michael Arcieri | Pall. Varese    |

| Miglior Quintetto stagione regolare | Miglior Quintetto stagione regolare |
| ----------------------------------- | ----------------------------------- |
| Colbey Ross                         | Pall. Varese                        |
| Semaj Christon                      | Derthona Basket                     |
| Marco Belinelli                     | Virtus Bologna                      |
| Nicolò Melli                        | Olimpia Milano                      |
| JaCorey Williams                    | Napoli Basket                       |

Fonte:  LBA Awards: nessun premio Olimpia, ma c’è Melli nel miglior quintetto, in realolimpiamilano.com.

## Squadre italiane nelle competizioni europee
Aggiornato al 12 aprile 2023.
| Squadra                     | Competizione     | Andamento (Vinte - Perse) |
| --------------------------- | ---------------- | ------------------------- |
| A\|X Armani Exchange Milano | Euroleague       | Regular Season (15-19)    |
| Segafredo Virtus Bologna    | Euroleague       | Regular Season (14-20)    |
| Dolomiti Energia Trento     | Eurocup          | Regular Season (4-14)     |
| Germani Brescia             | Eurocup          | Ottavi di finale (8-11)   |
| Umana Reyer Venezia         | Eurocup          | Ottavi di finale (9-10)   |
| Banco di Sardegna Sassari   | Champions League | Fase giorni (2-4)         |
| UNA Hotels Reggio Emilia    | Champions League | Fase giorni (2-4)         |
| Happy Casa Brindisi         | FIBA Europe Cup  | Regular season (3-3)      |